# Biserica reformată din Ciumbrud

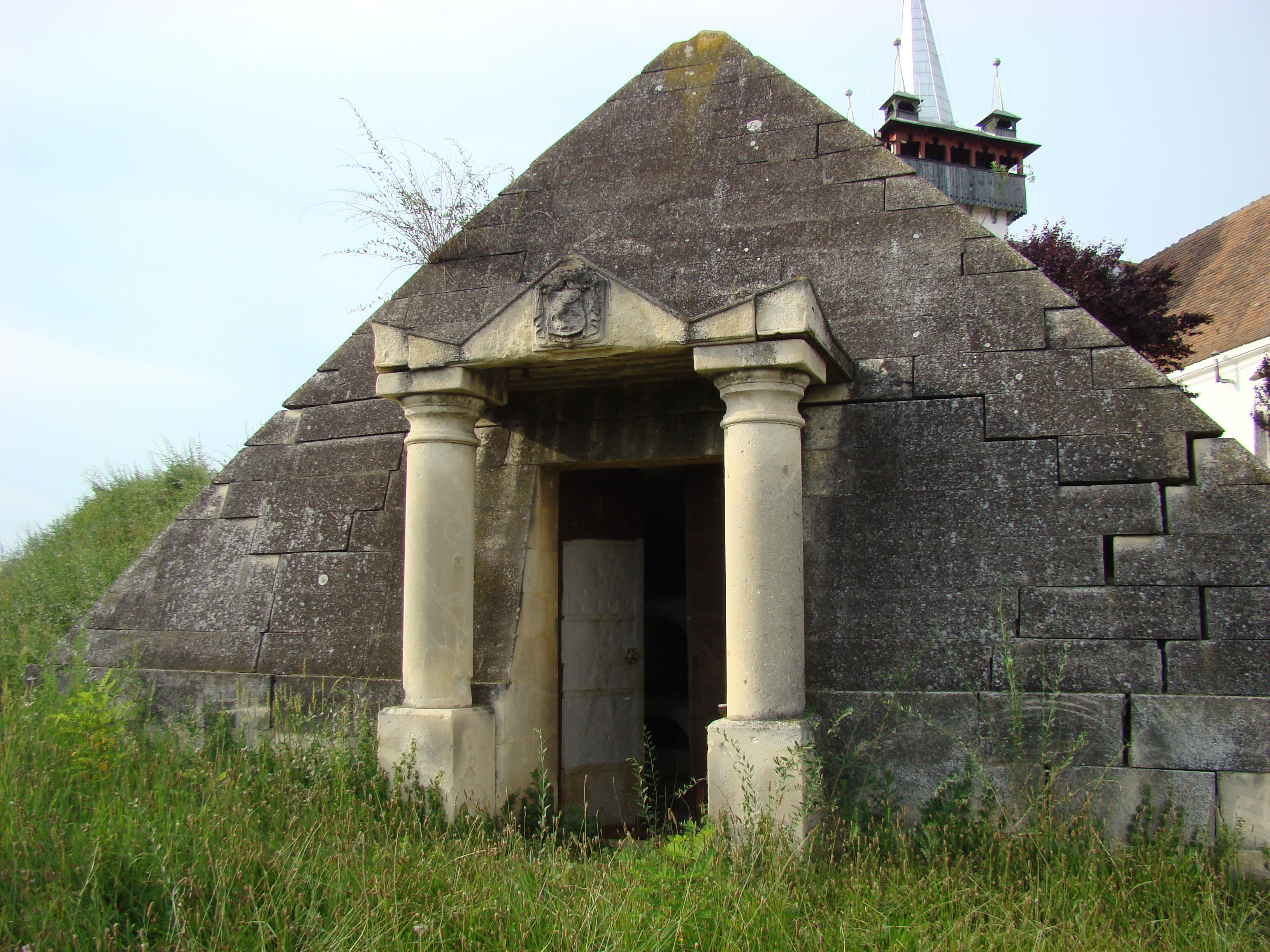
Cripta Kemény Arpad (monument istoric)

Biserica reformată din Ciumbrud este un ansamblu de monumente istorice aflat pe teritoriul satului aparținător Ciumbrud, municipiului Aiud. În Repertoriul Arheologic Național, monumentul apare cu codul 1277.04.

Ansamblul este format din următoarele monumente:
- Biserica reformată (cod LMI AB-II-m-B-00206.01)
- Cripta Kemeny Arpad (cod LMI AB-IV-m-B-00206.02)

## Localitatea
Ciumbrud (în maghiară Csombord) este un sat ce aparține municipiului Aiud din județul Alba, Transilvania, România. Menționat pentru prima dată în 1220 sub numele de Chumburd.

## Biserica
Biserica a fost construită în secolul al XIII-lea. Intrarea  de vest a fost realizată în secolul XVI, în stil gotic. Populația maghiară medievală a satului a fost convertită la credința reformată în același secol. După devastările produse de invazia tătarilor, biserica a fost reconstruită. De-a lungul secolelor, biserica a fost renovată de mai multe ori. Prin urmare, numai închiderea semicirculară a altarului își păstrează forma inițială. În partea centrală a bolții, stema familiei indică identitatea constructorului: „Ladislau Kemeny de Gyeromonostor 1702”. În anul 1918 biserica a fost renovată cu ajutorul Comitetului pentru conservarea monumentelor, pe baza planurilor arhitectului István Müller, cu ajutorul donațiilor credincioșilor. În timpul acestei renovări, în locul clopotniței de lemn a fost construit un turn de piatră proiectat de Károly Kós. 
În grădina bisericii se află cripta în formă de piramidă a familiei Kemény, monument istoric.

## Imagini din exterior

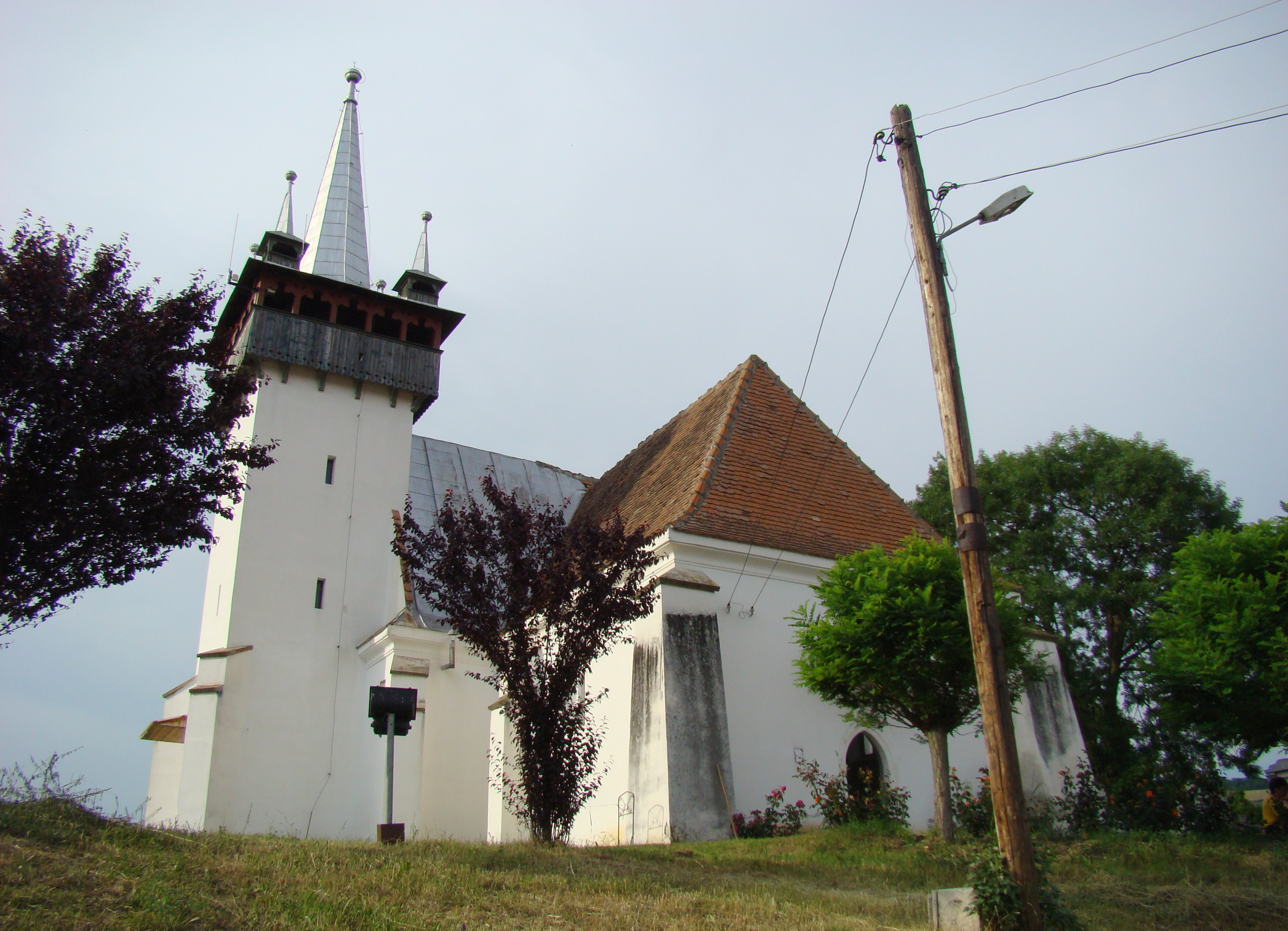
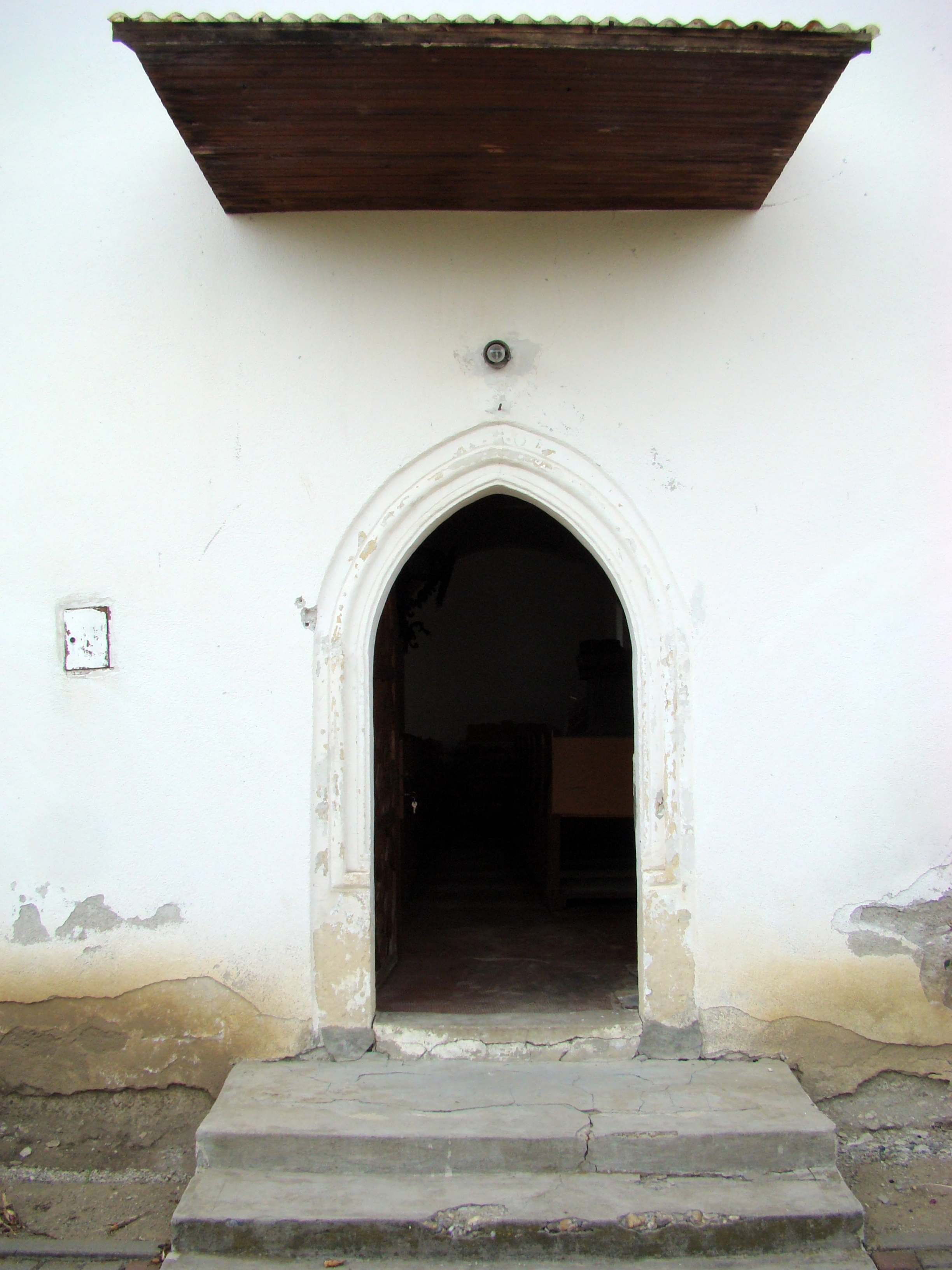
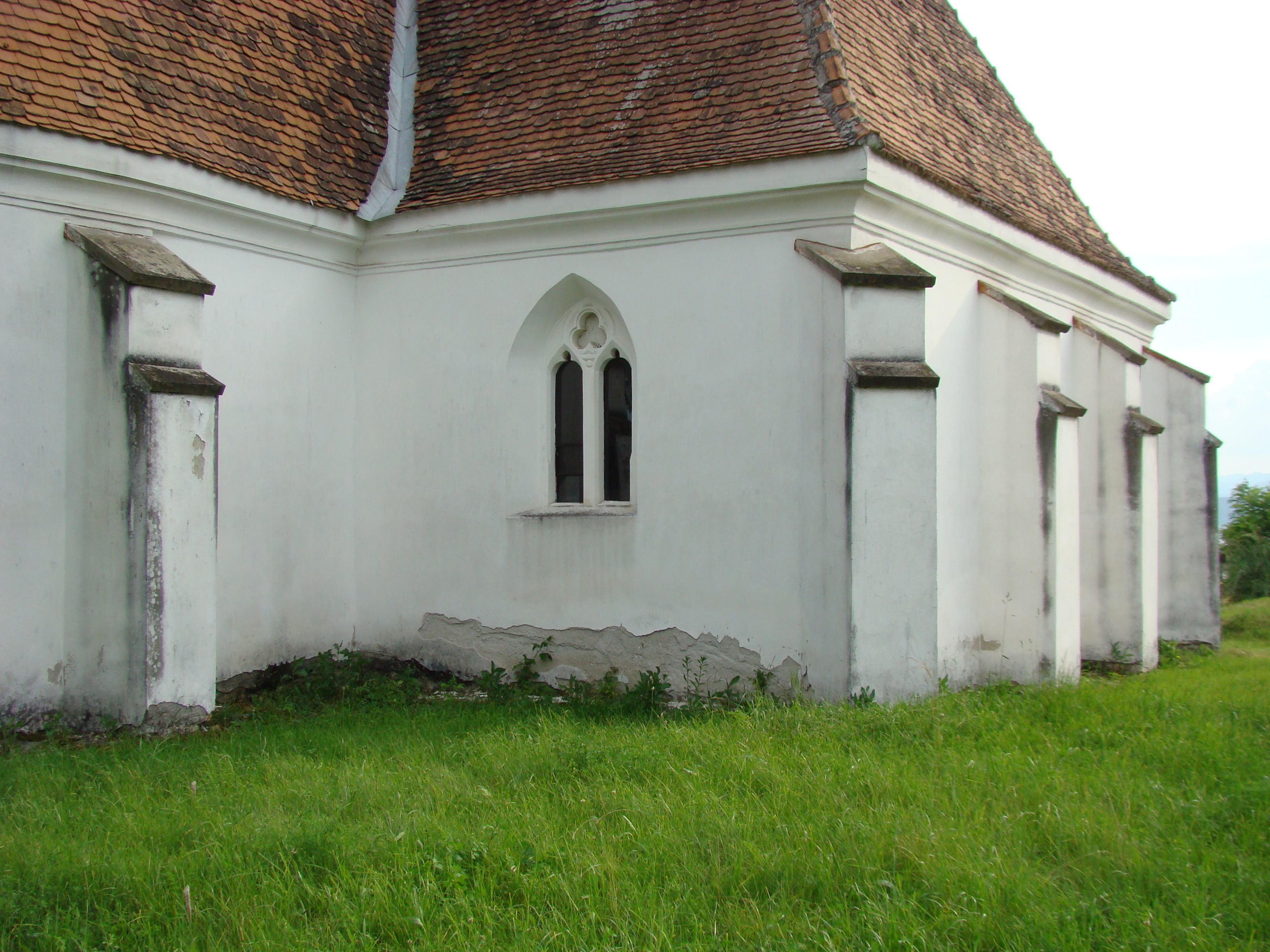
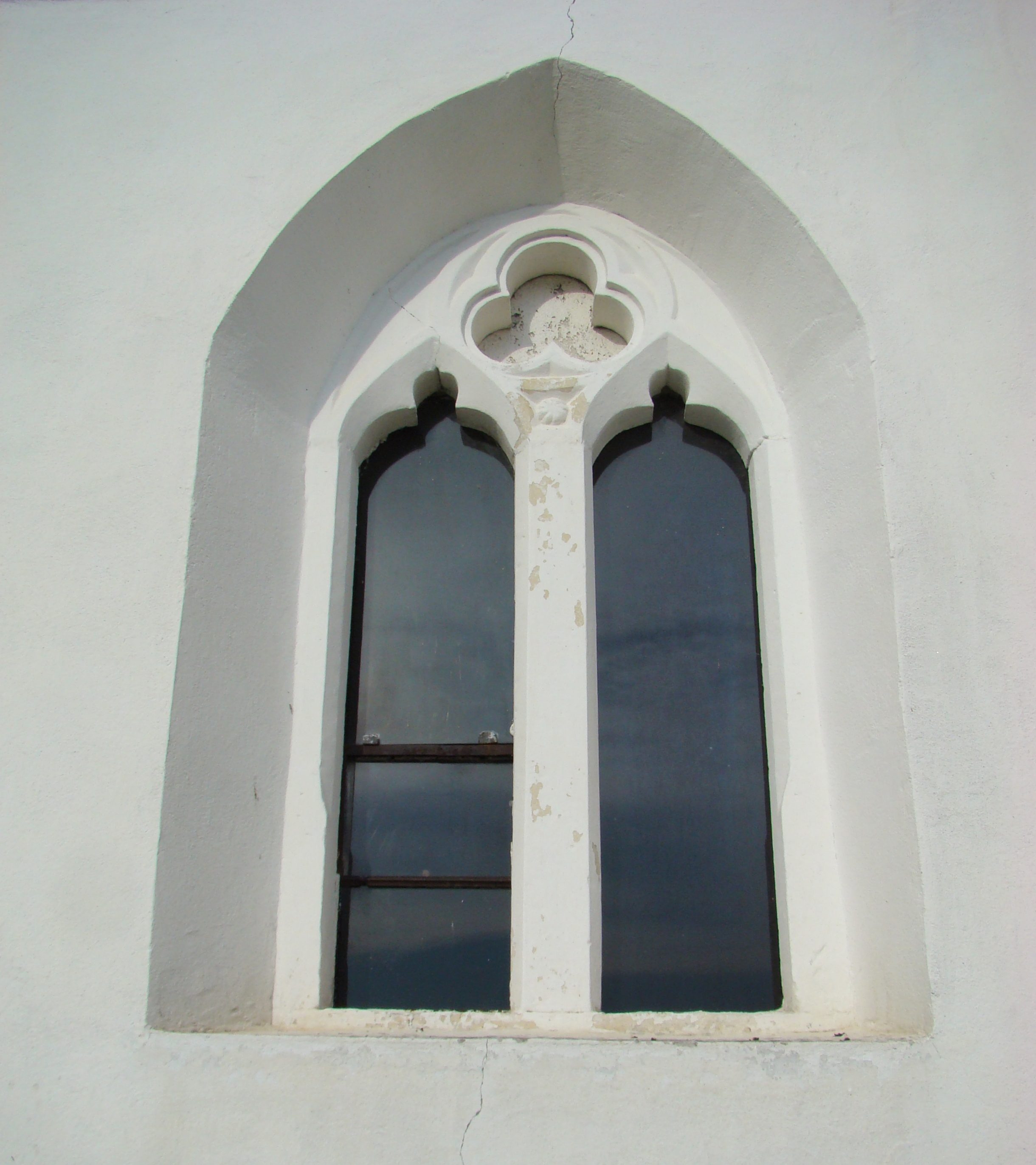
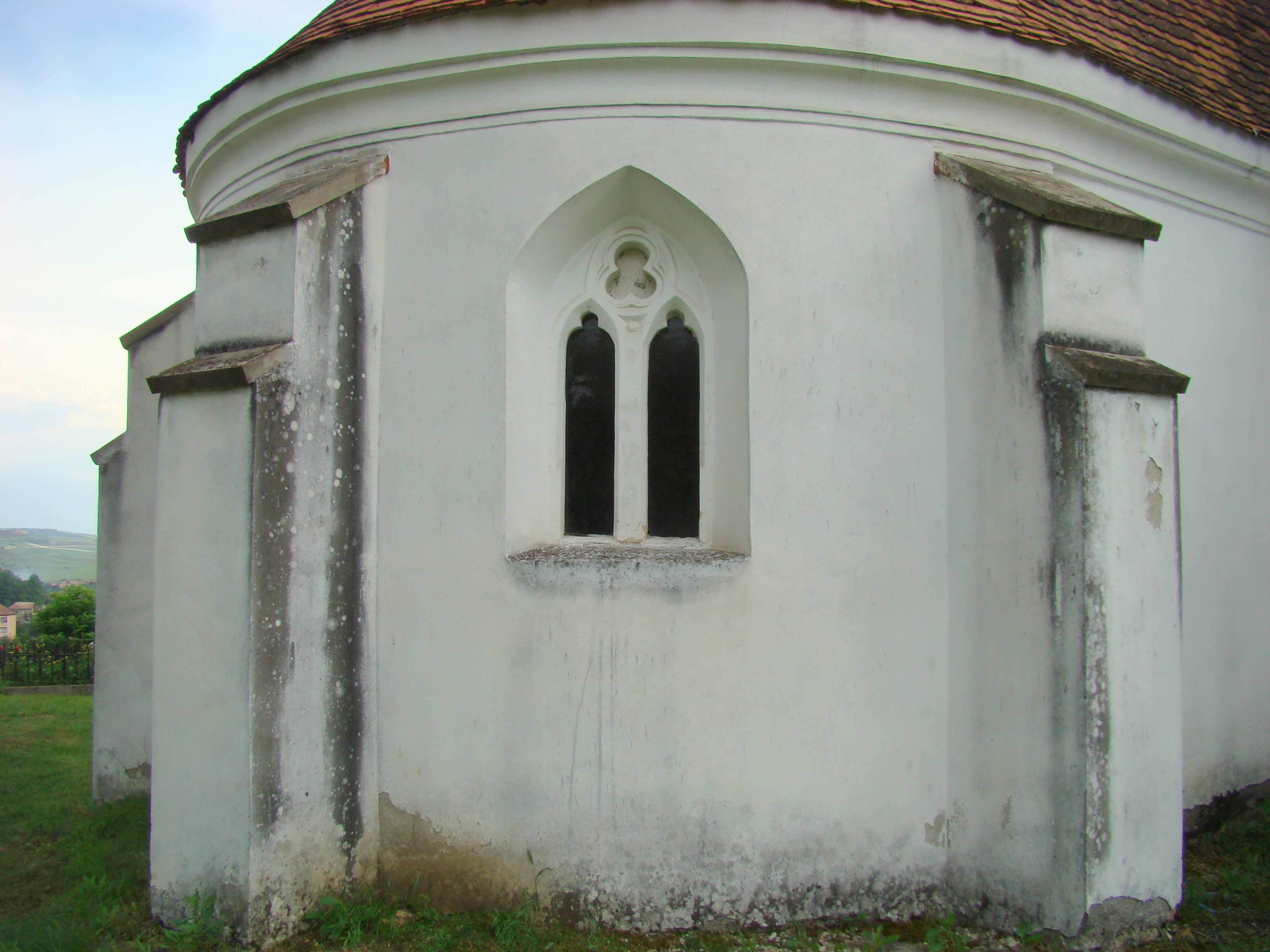
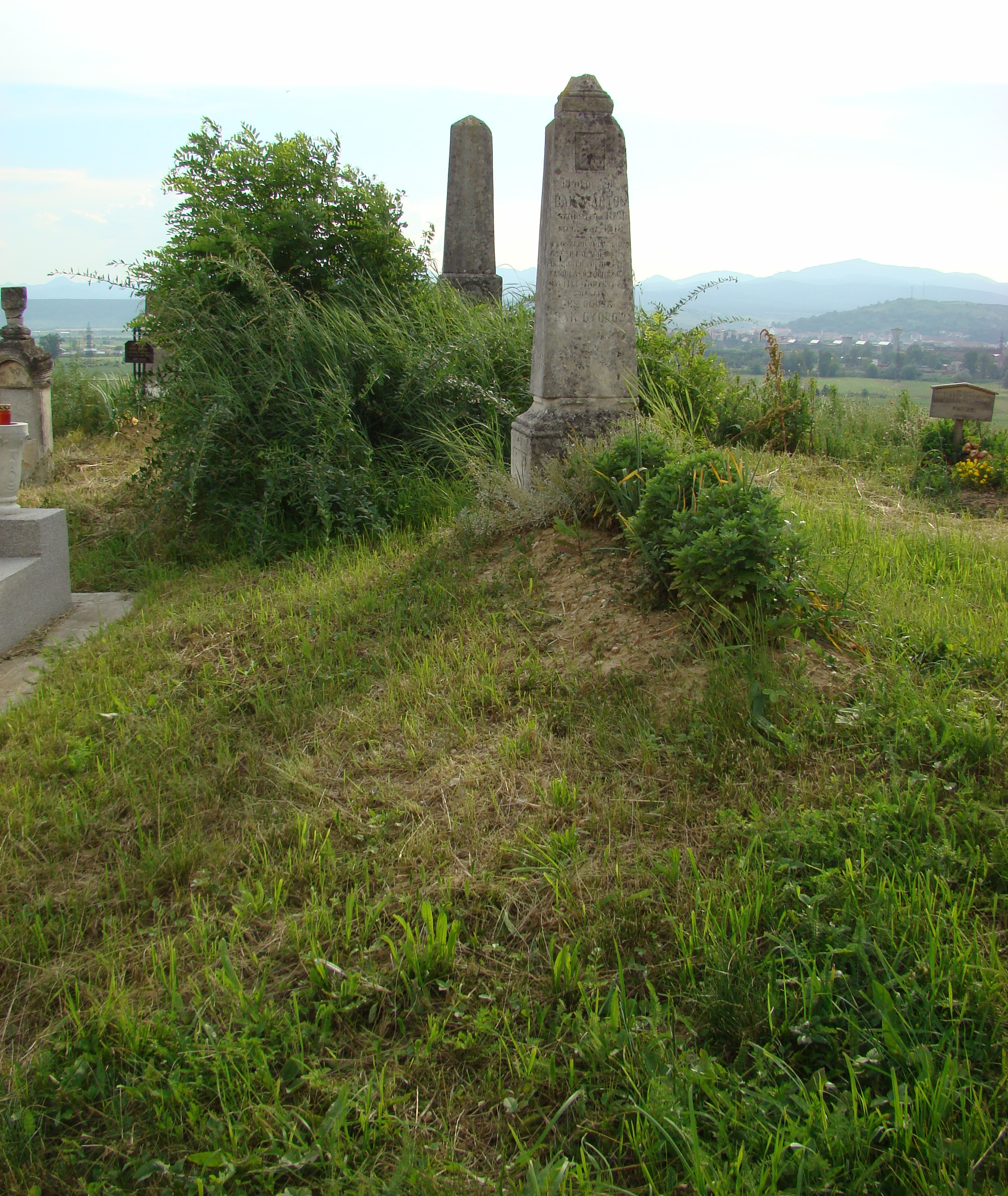
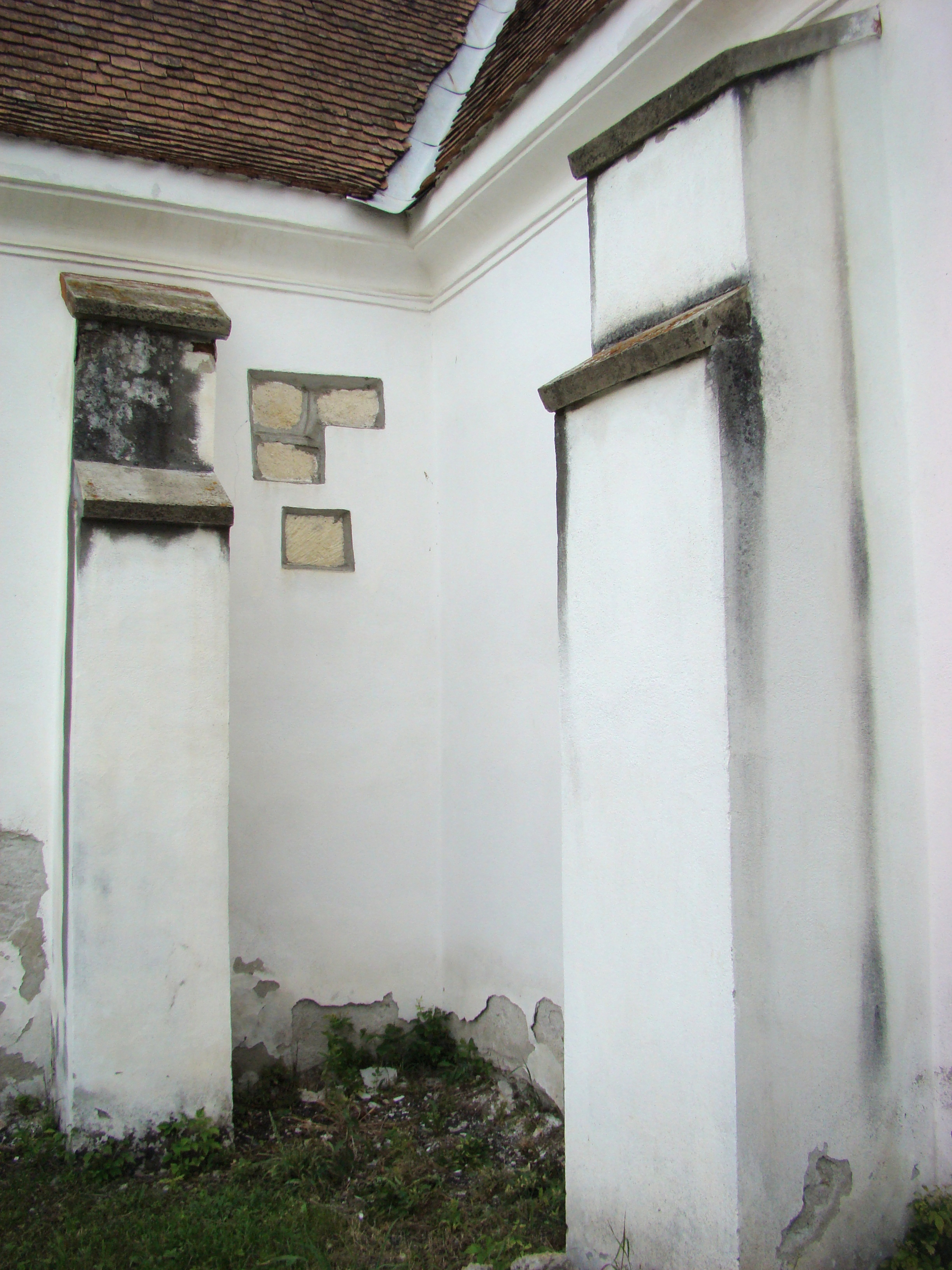
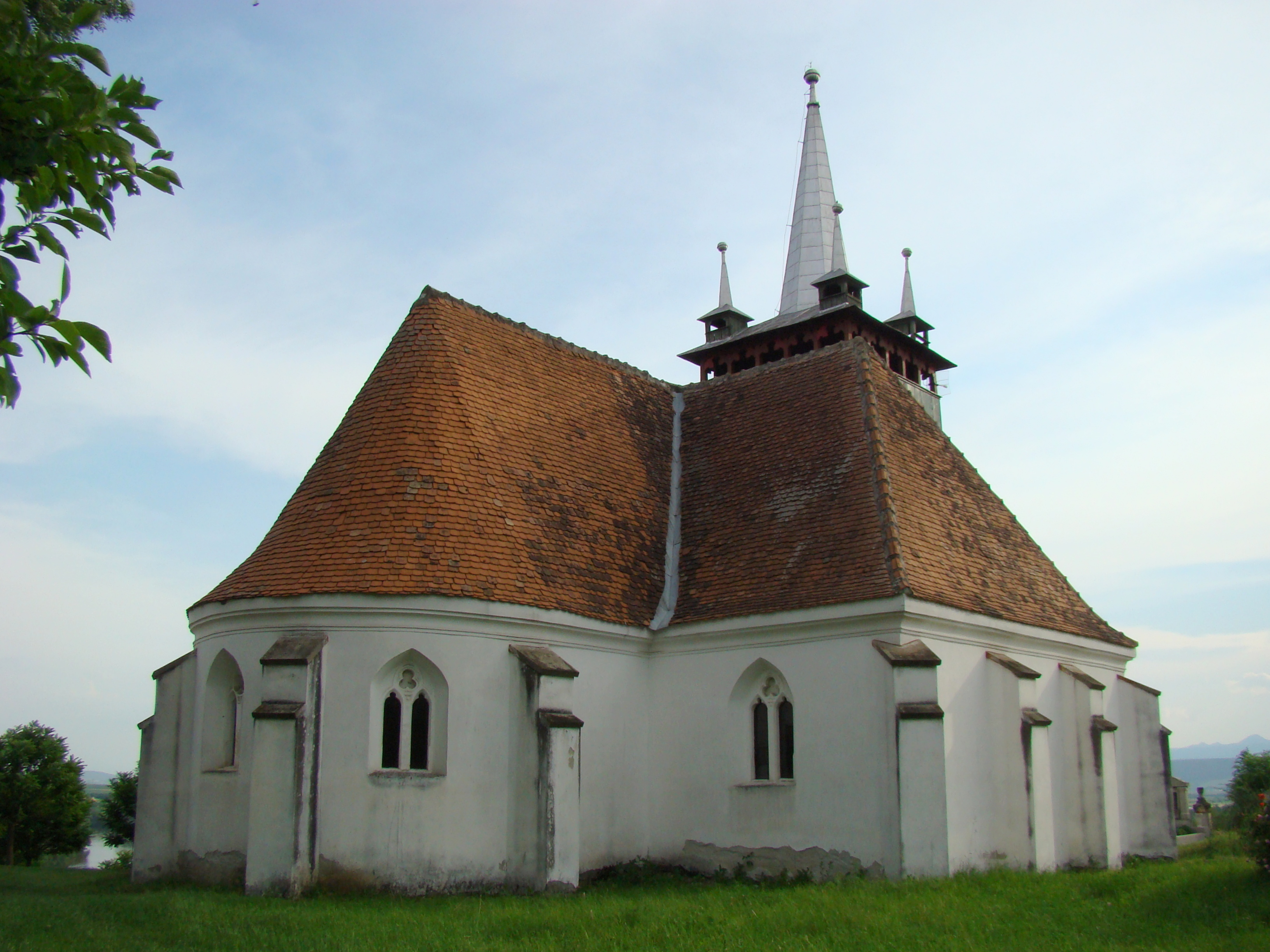
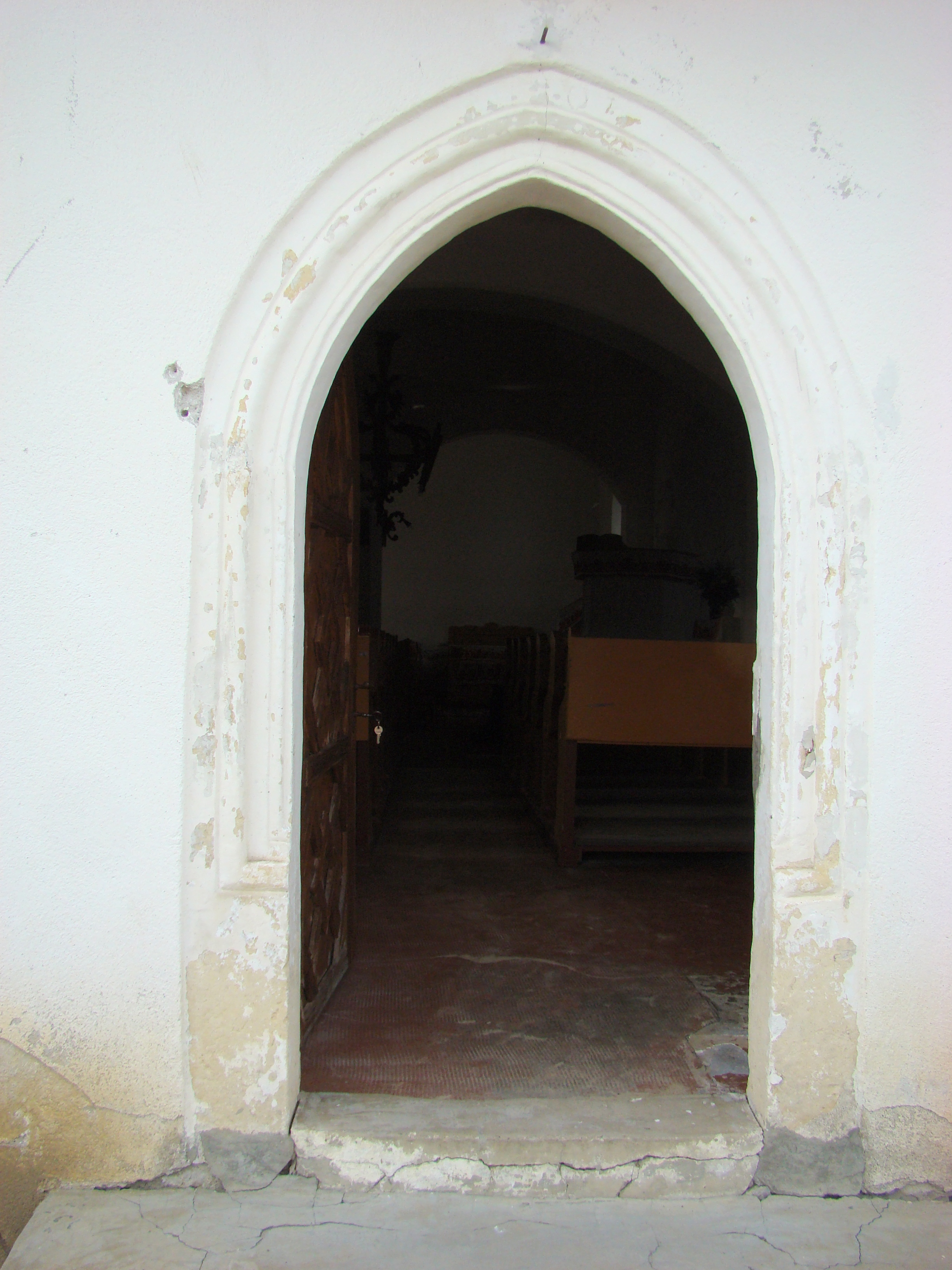
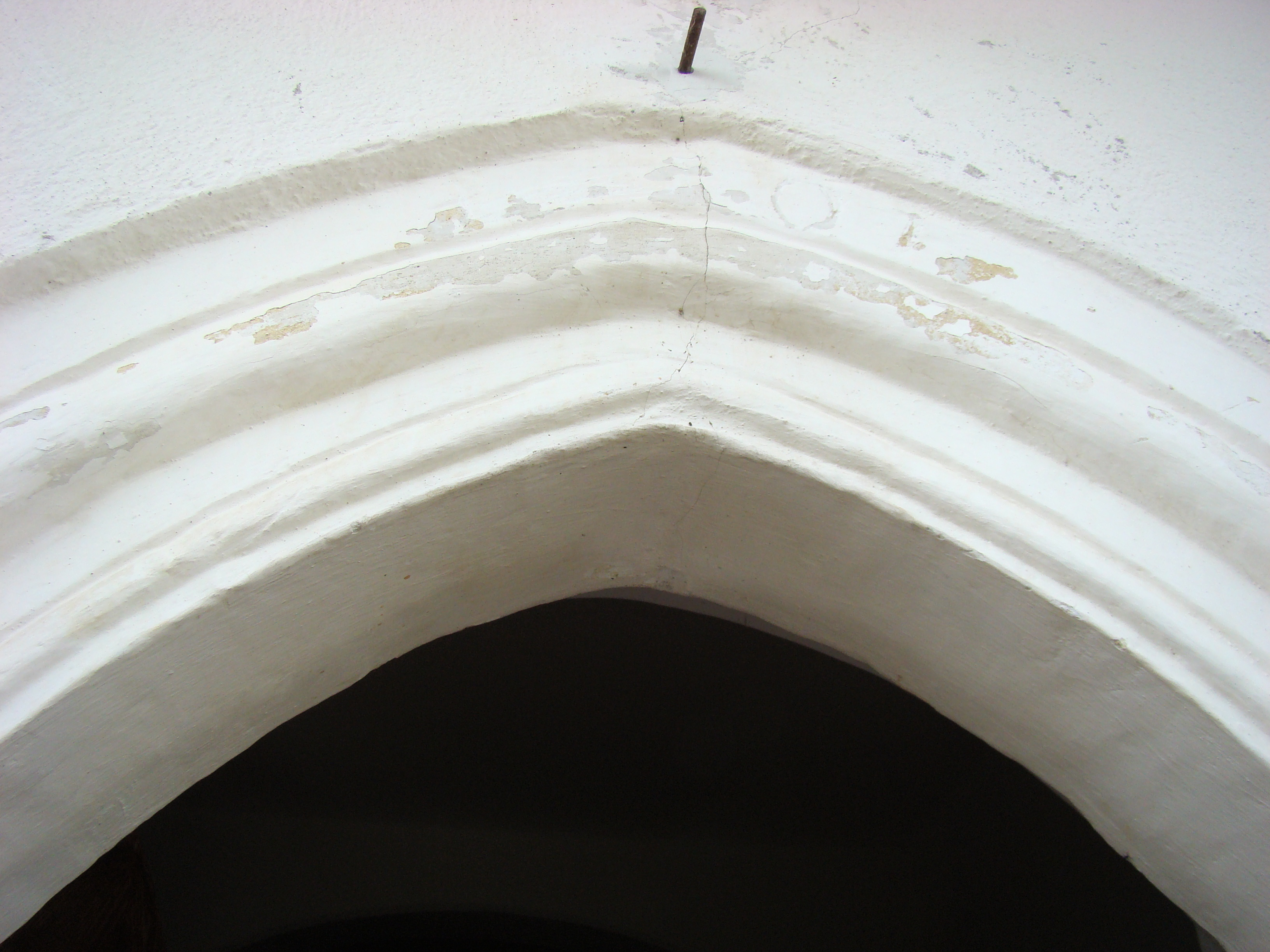
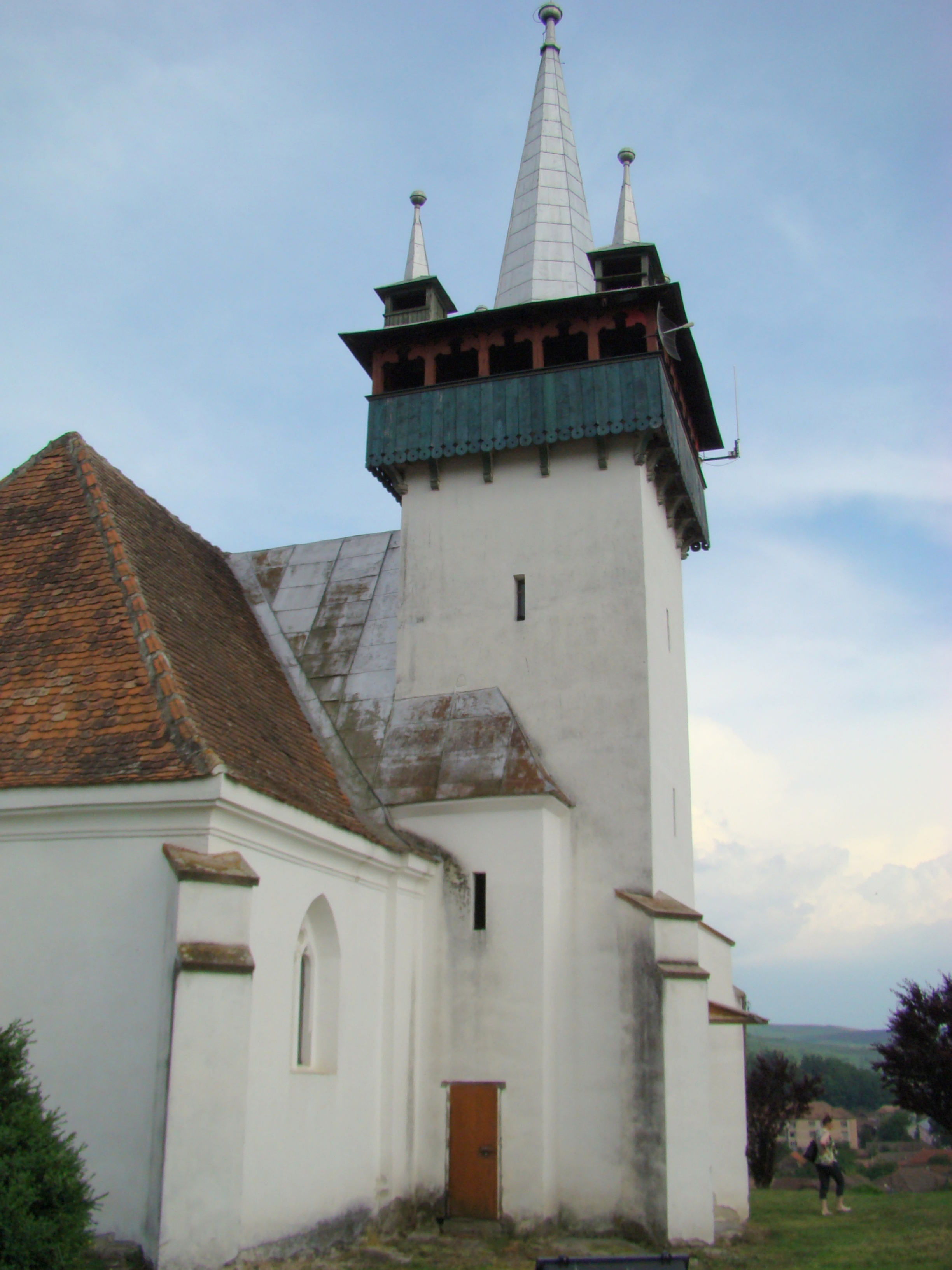
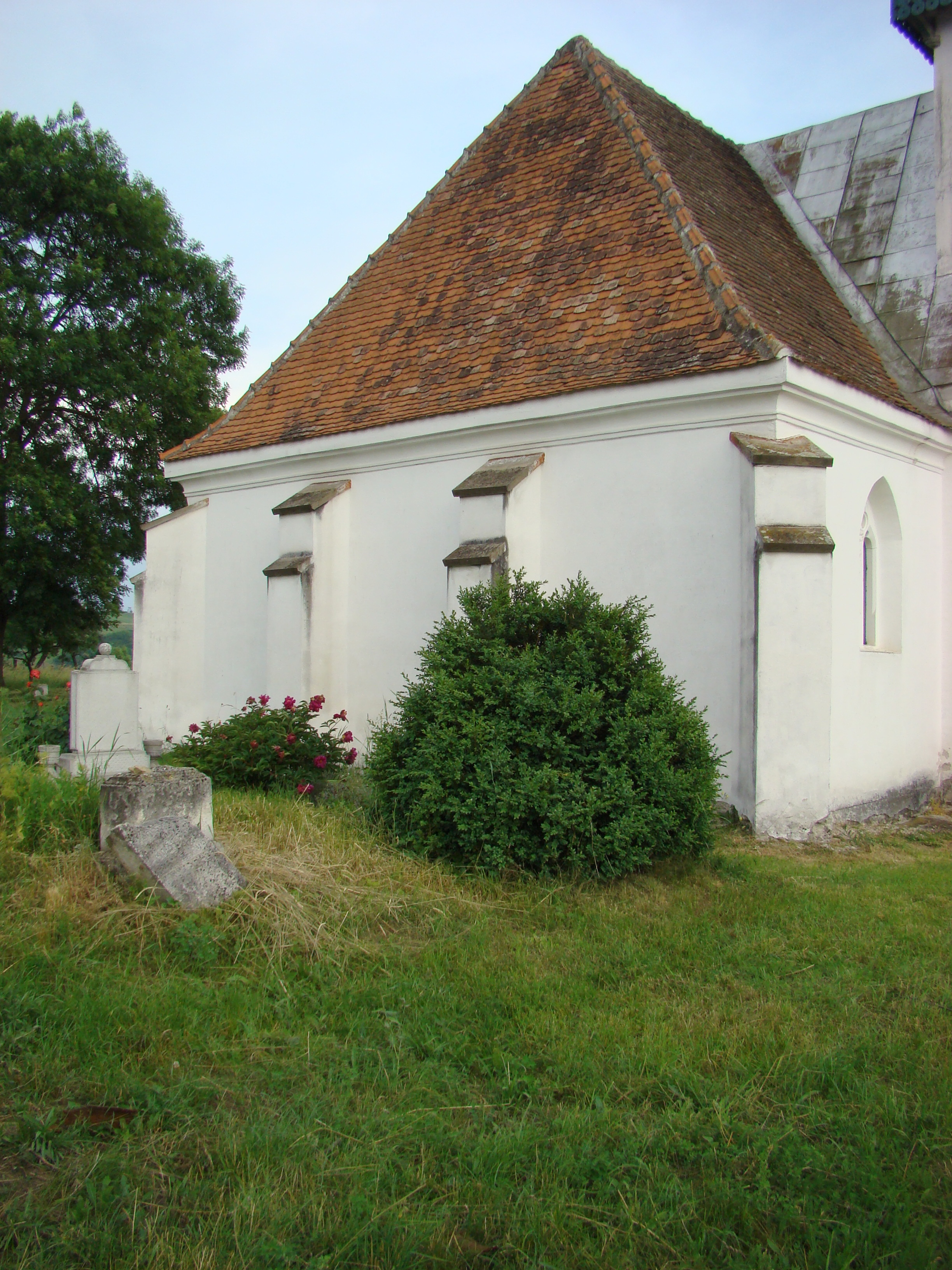
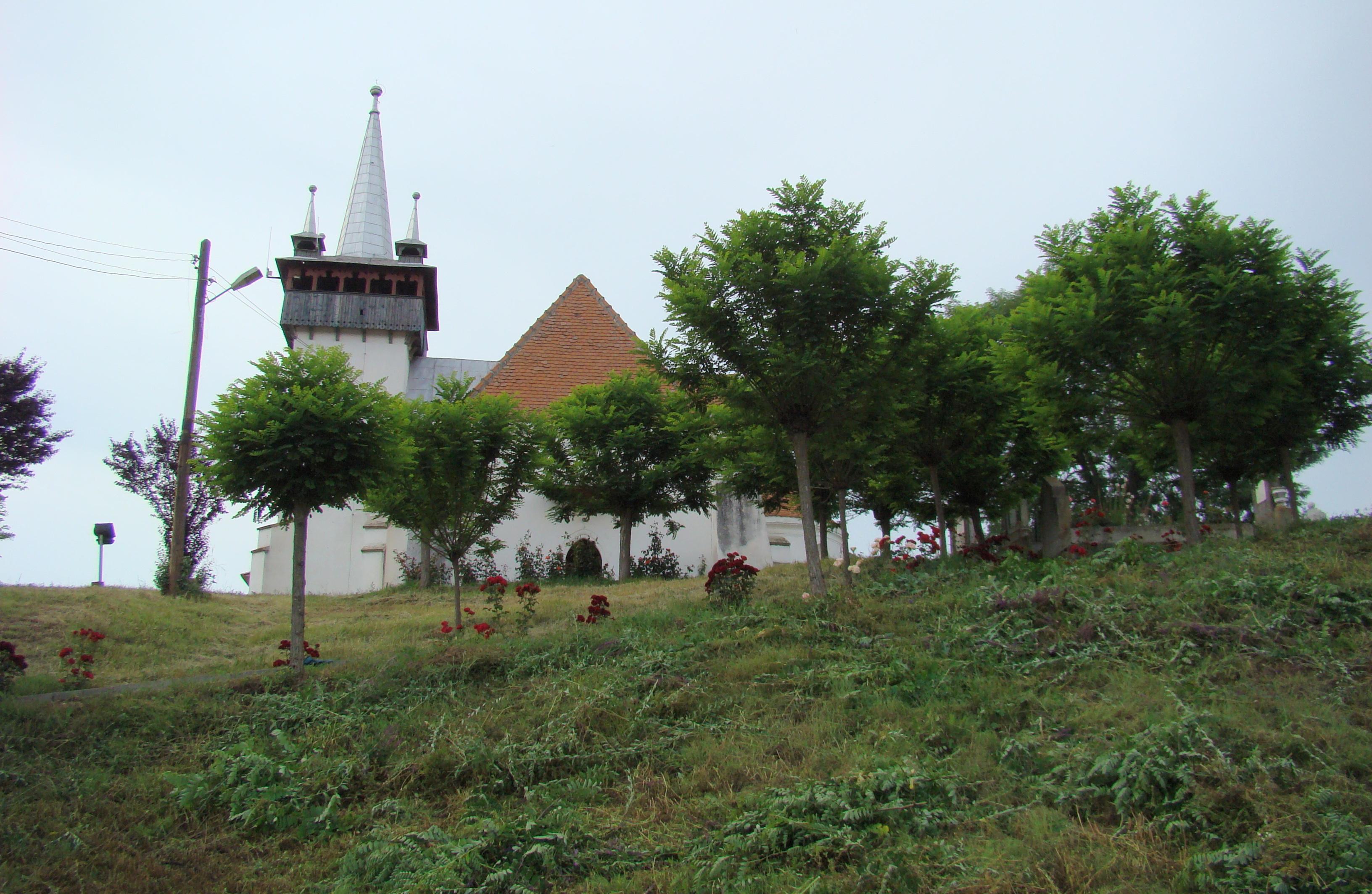
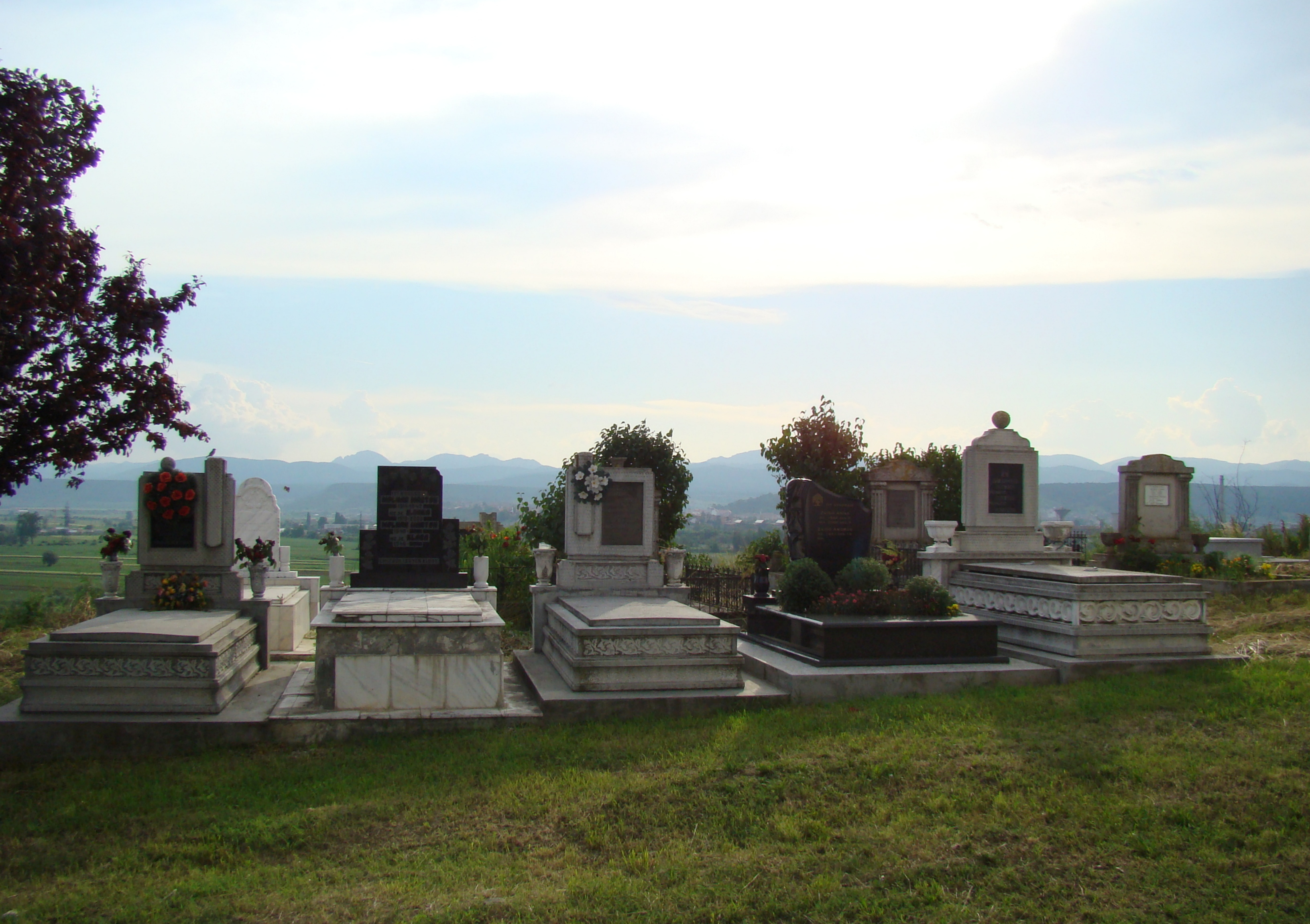
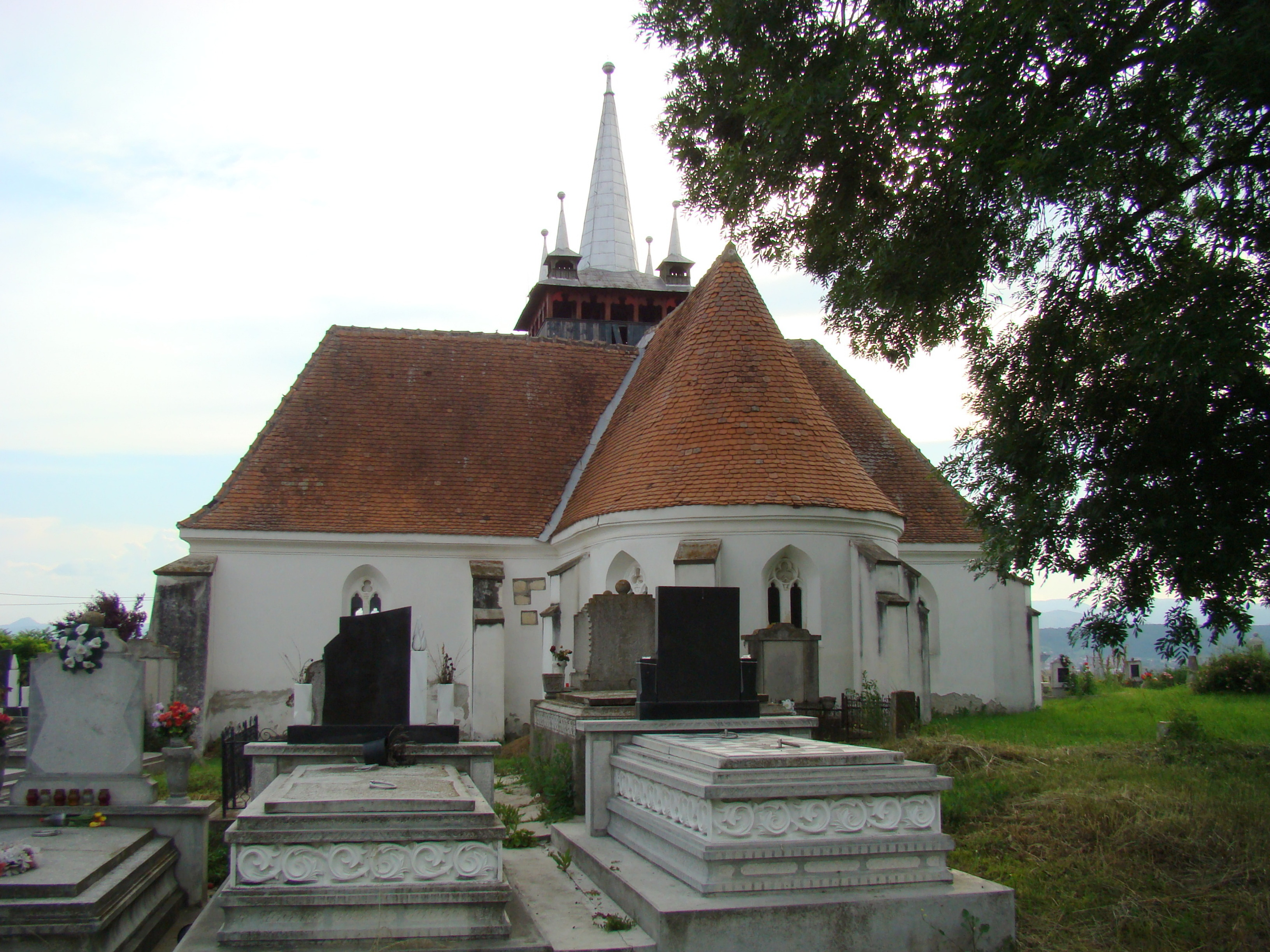
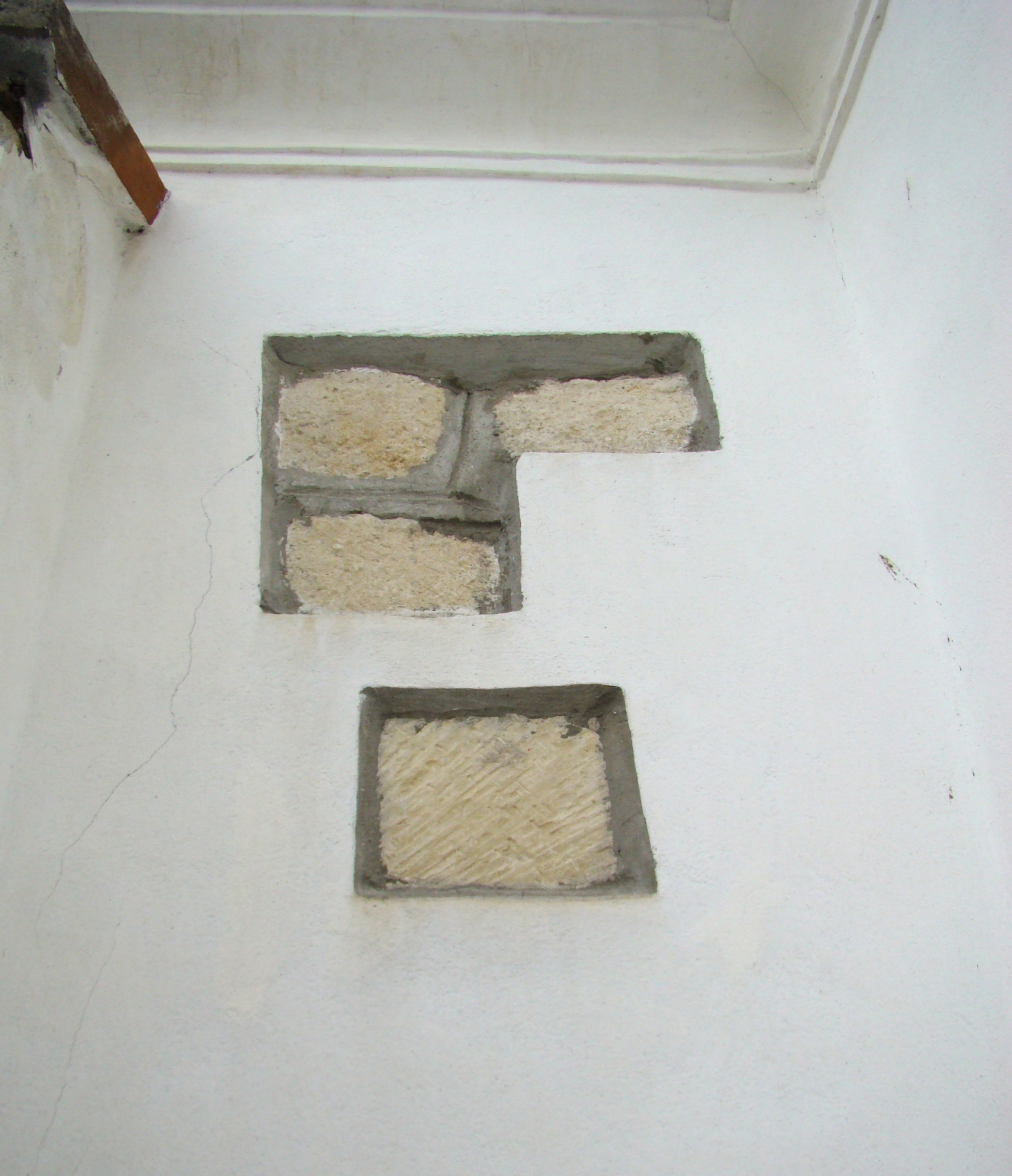
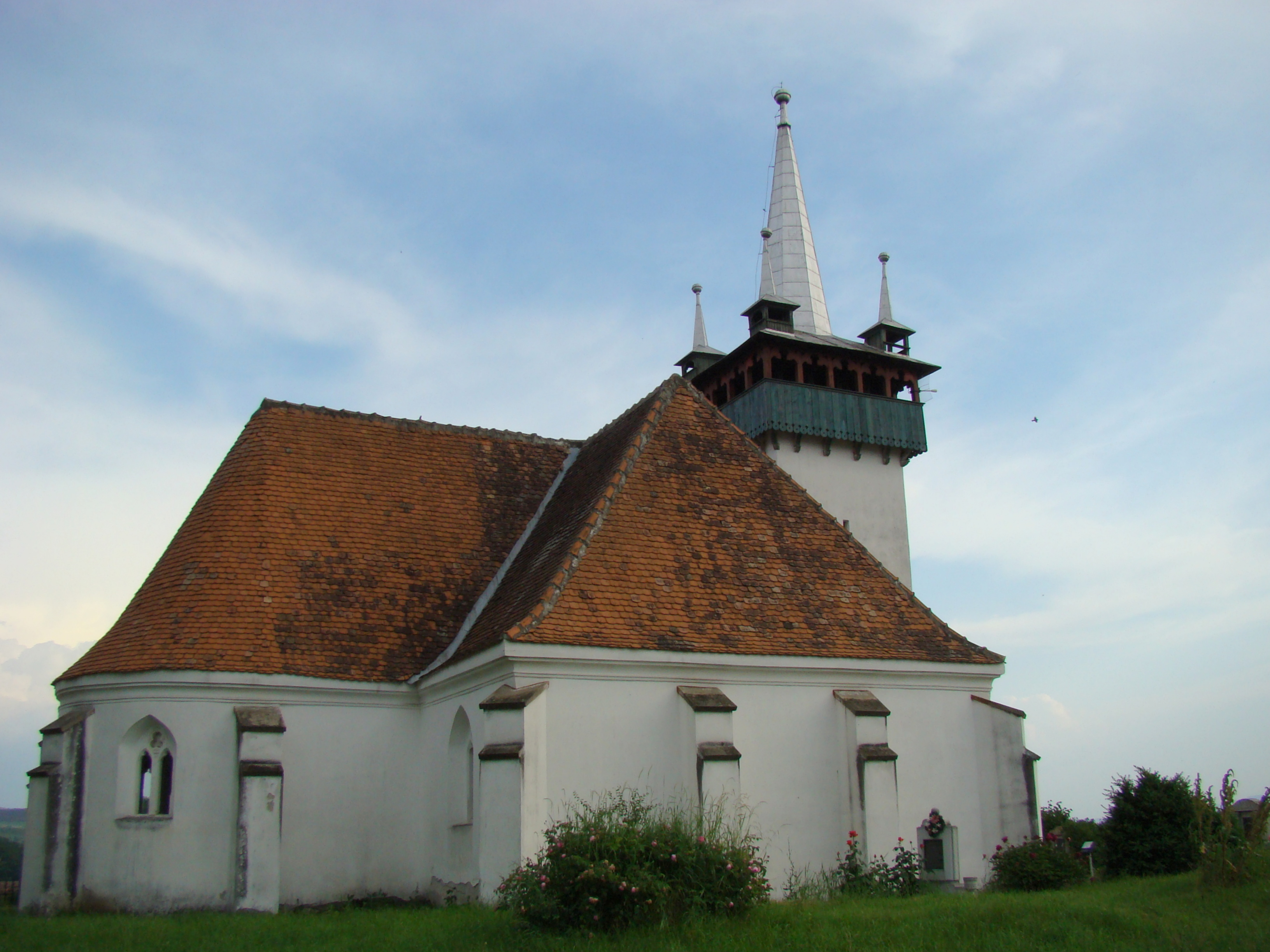
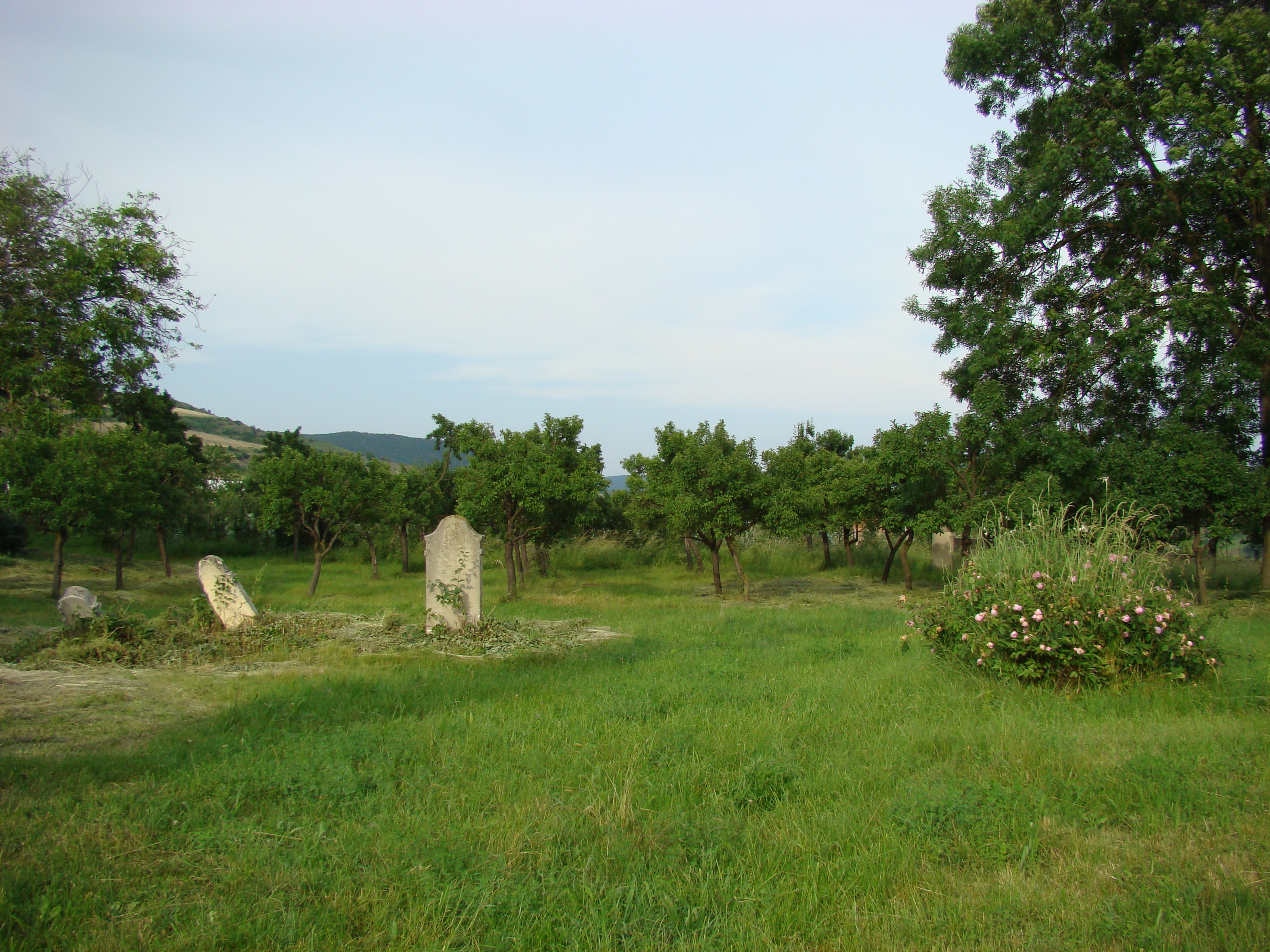
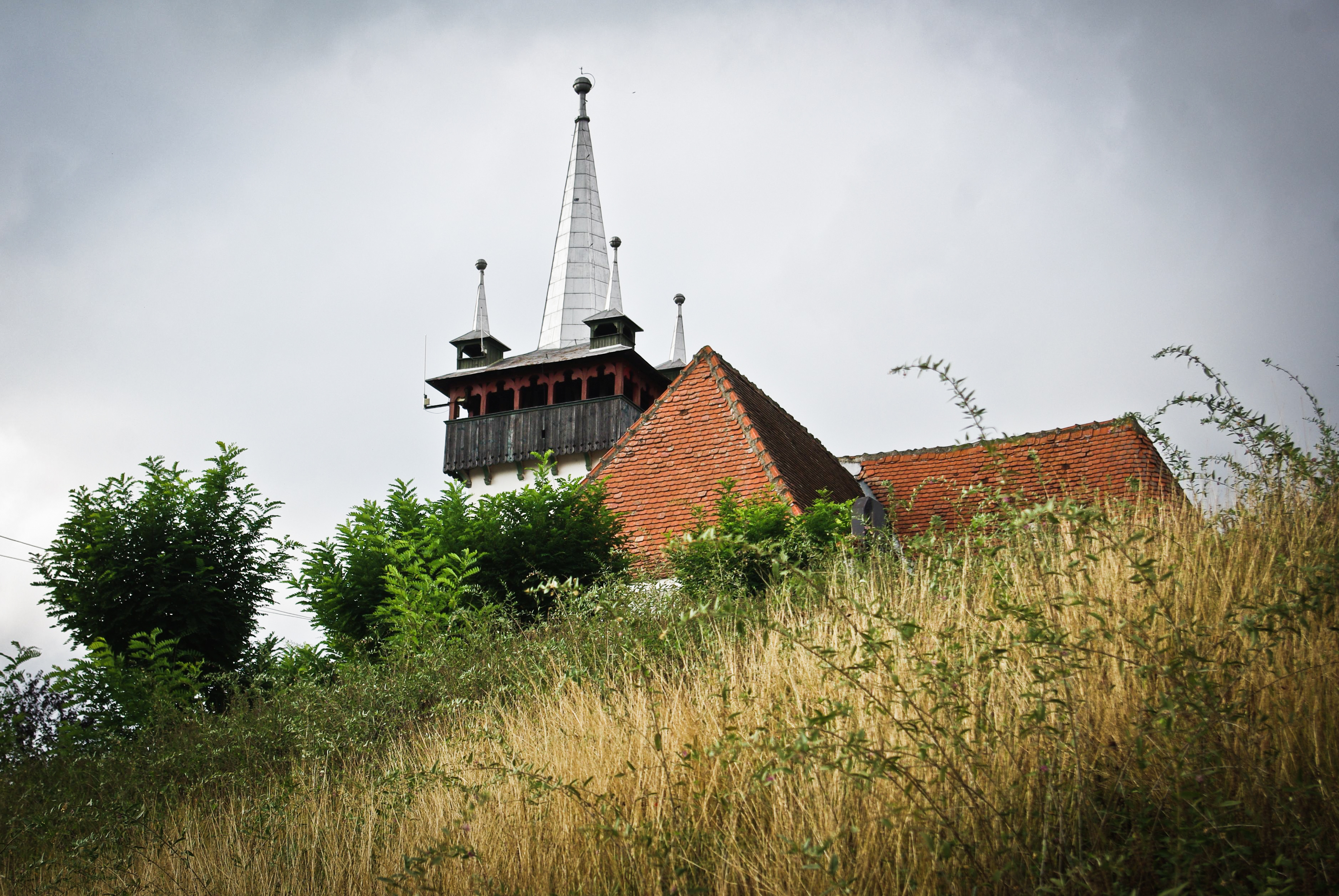

## Imagini din interior

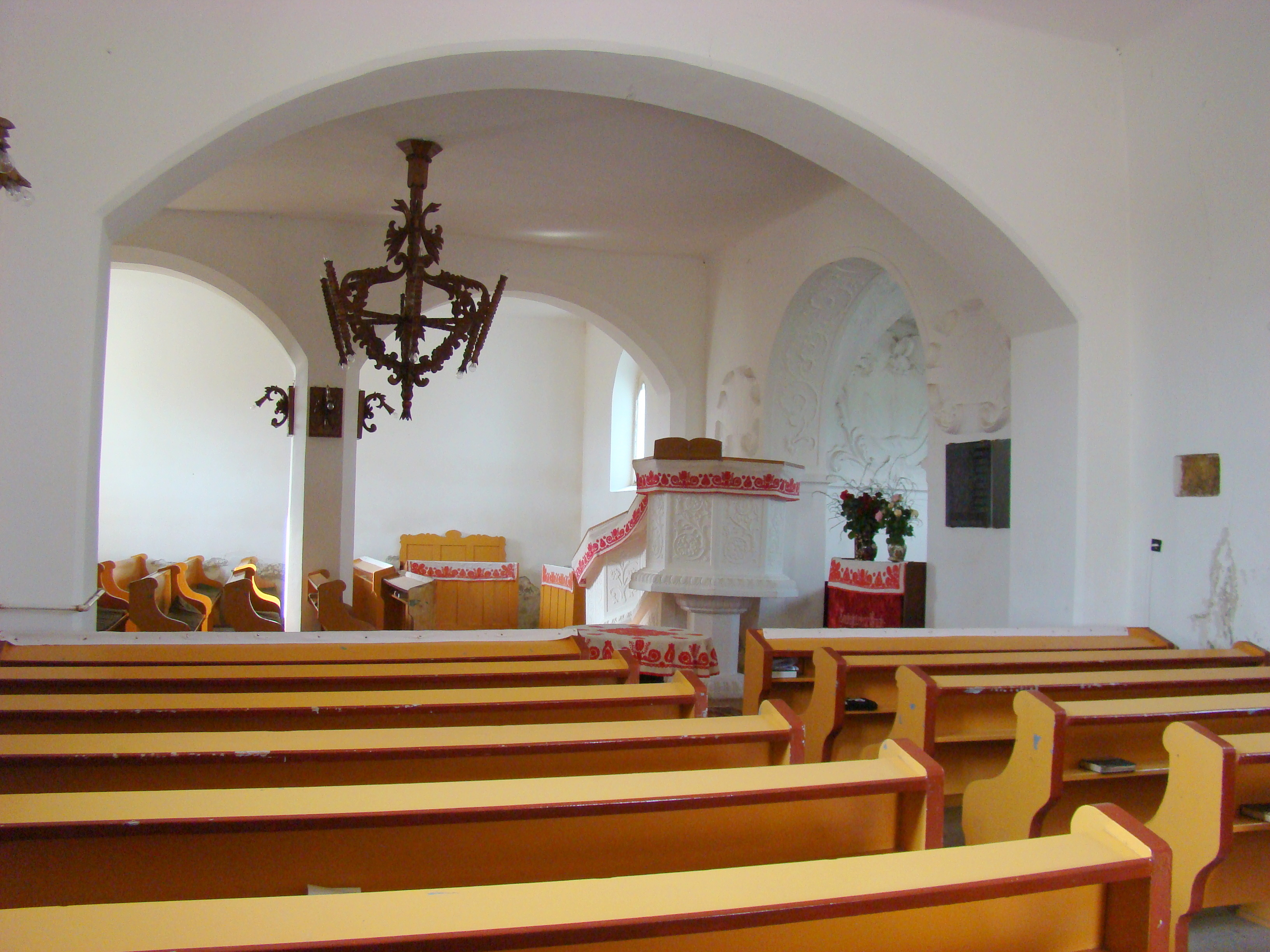
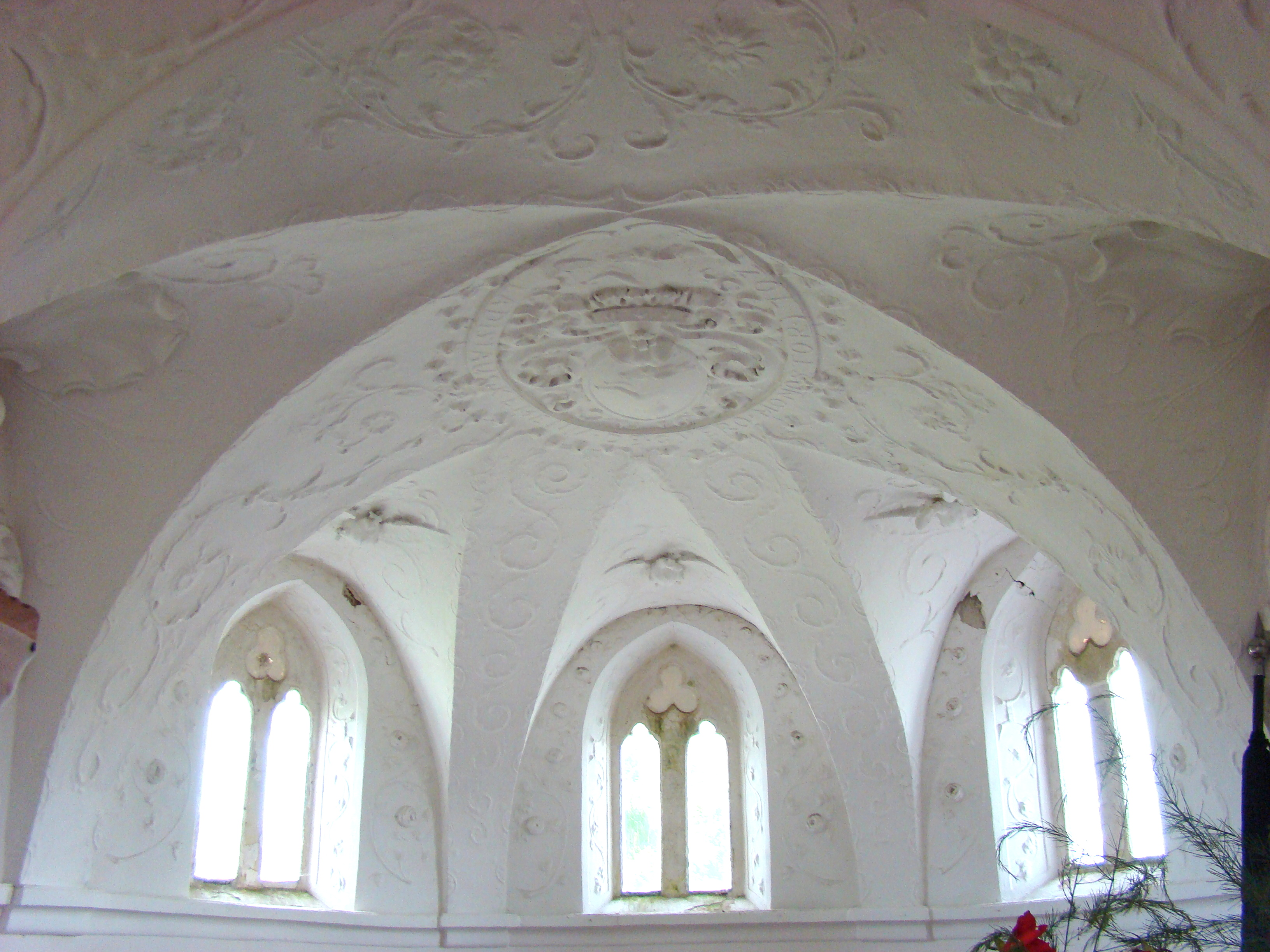
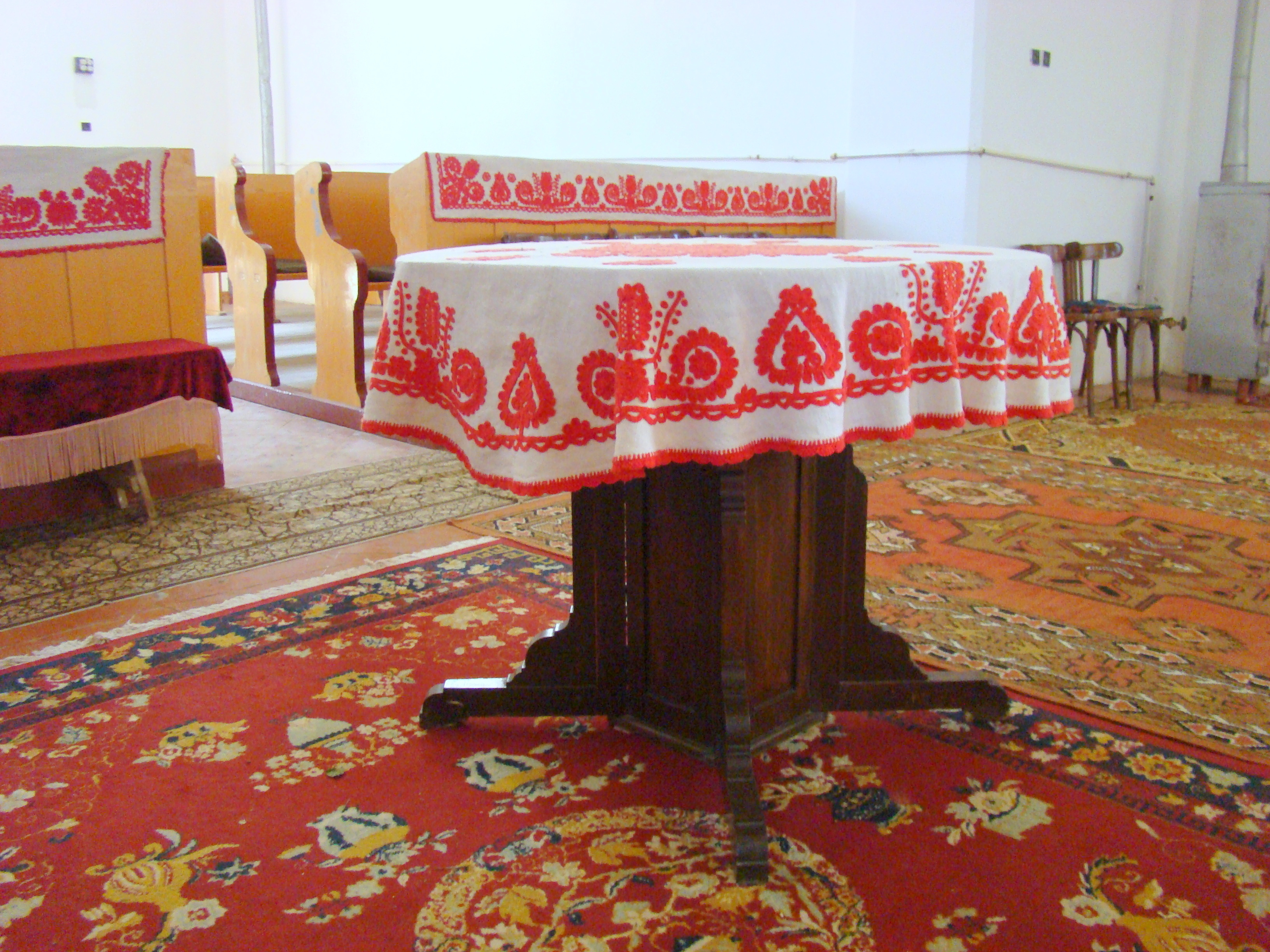
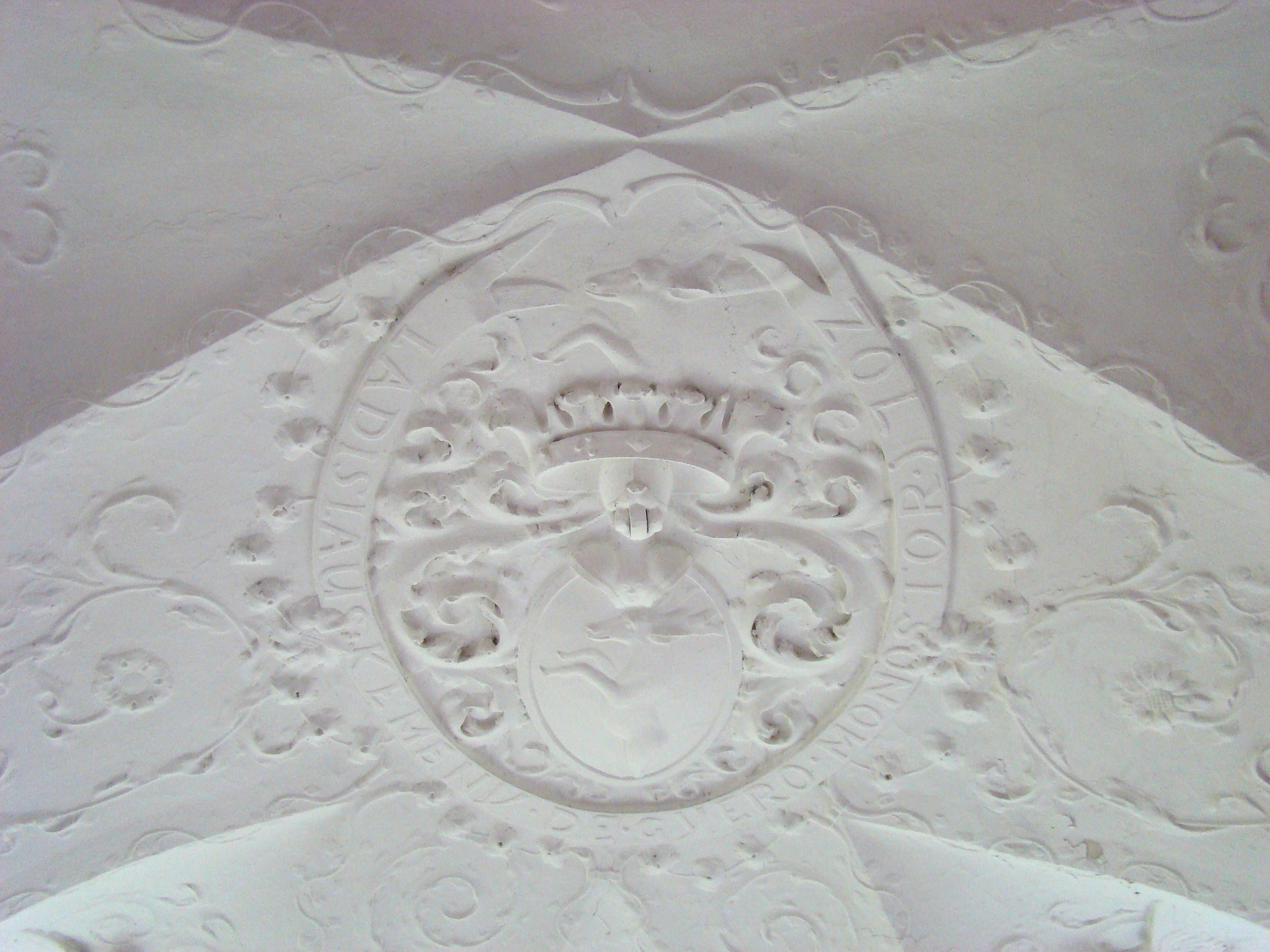
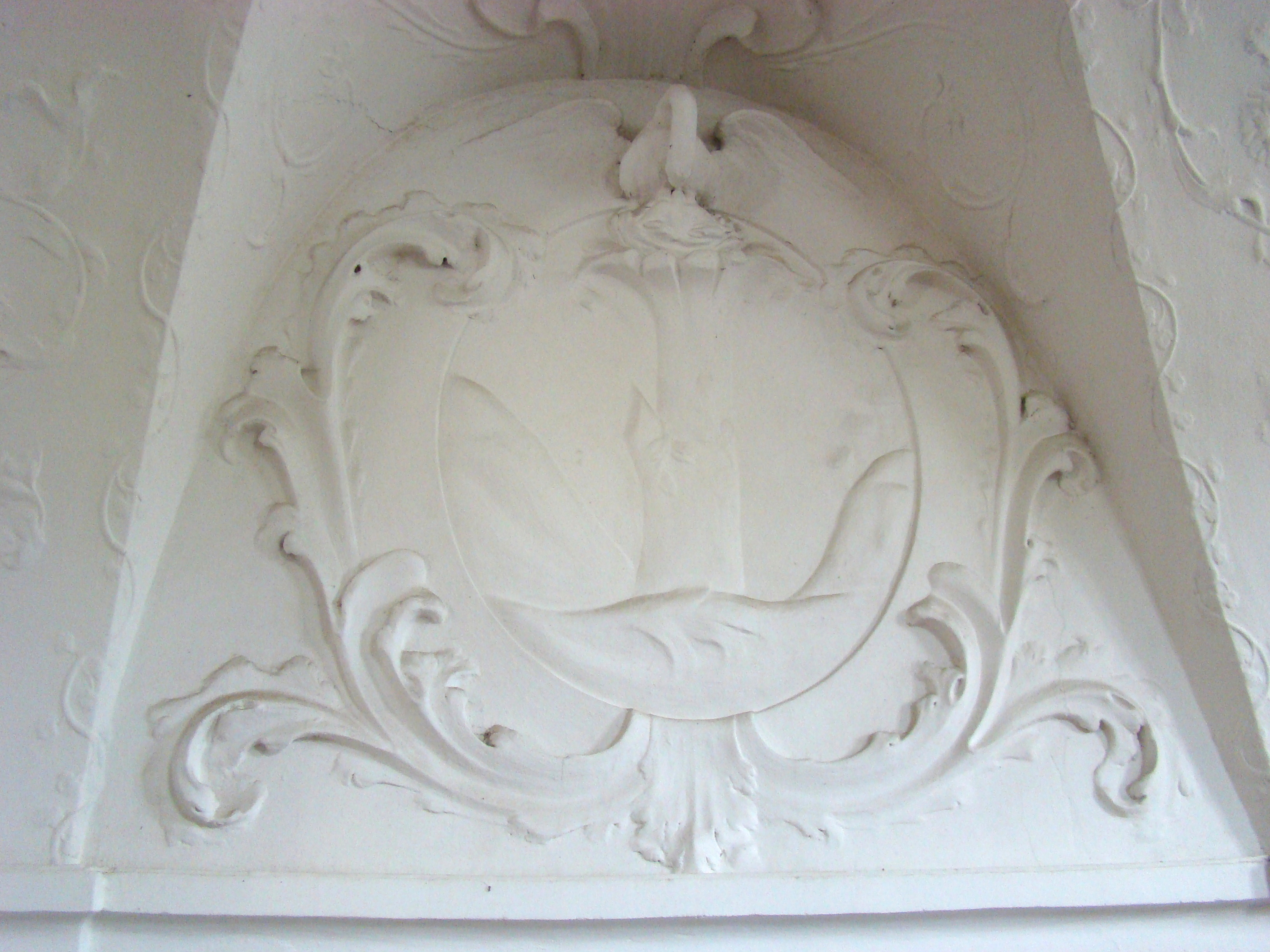
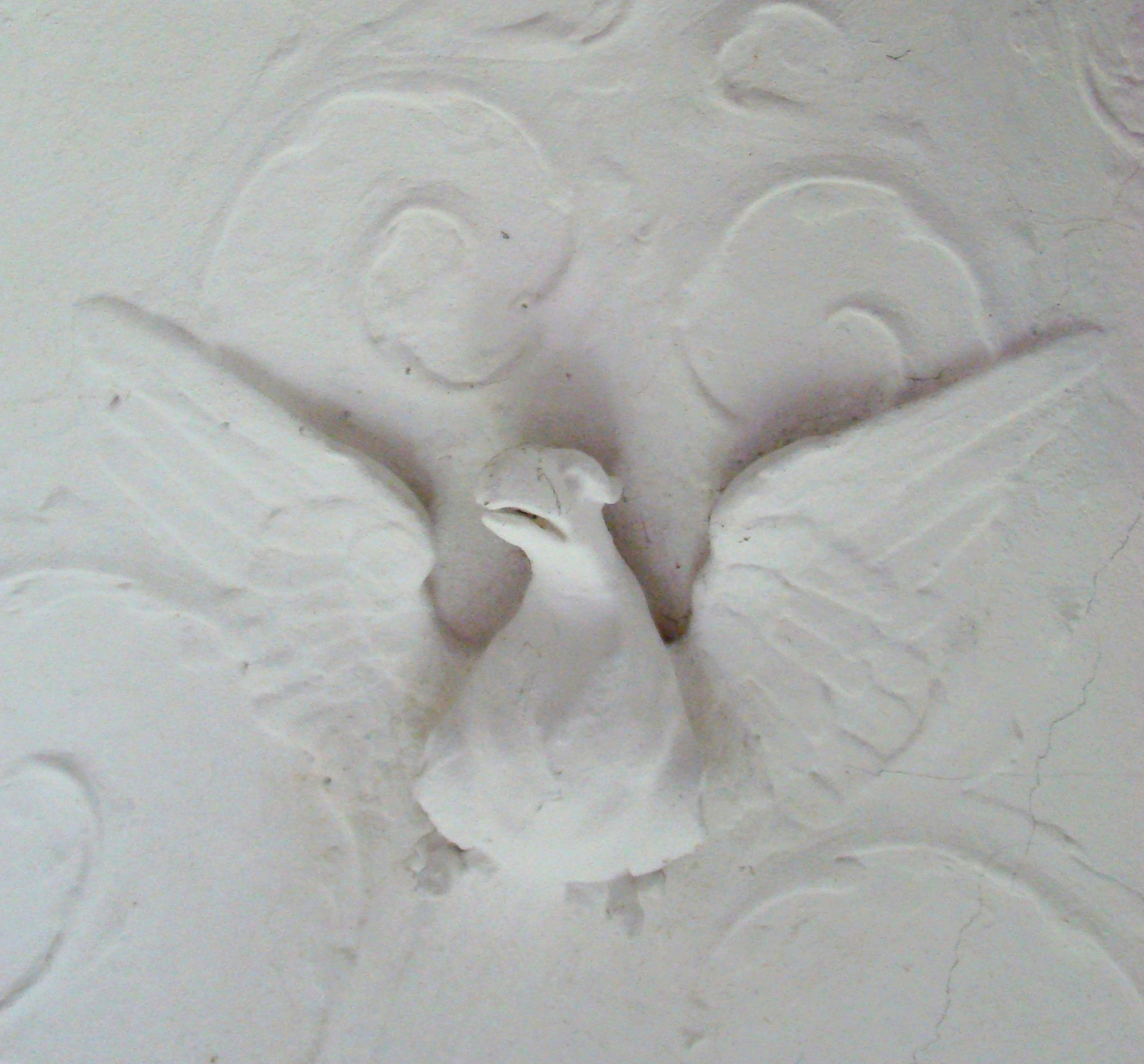
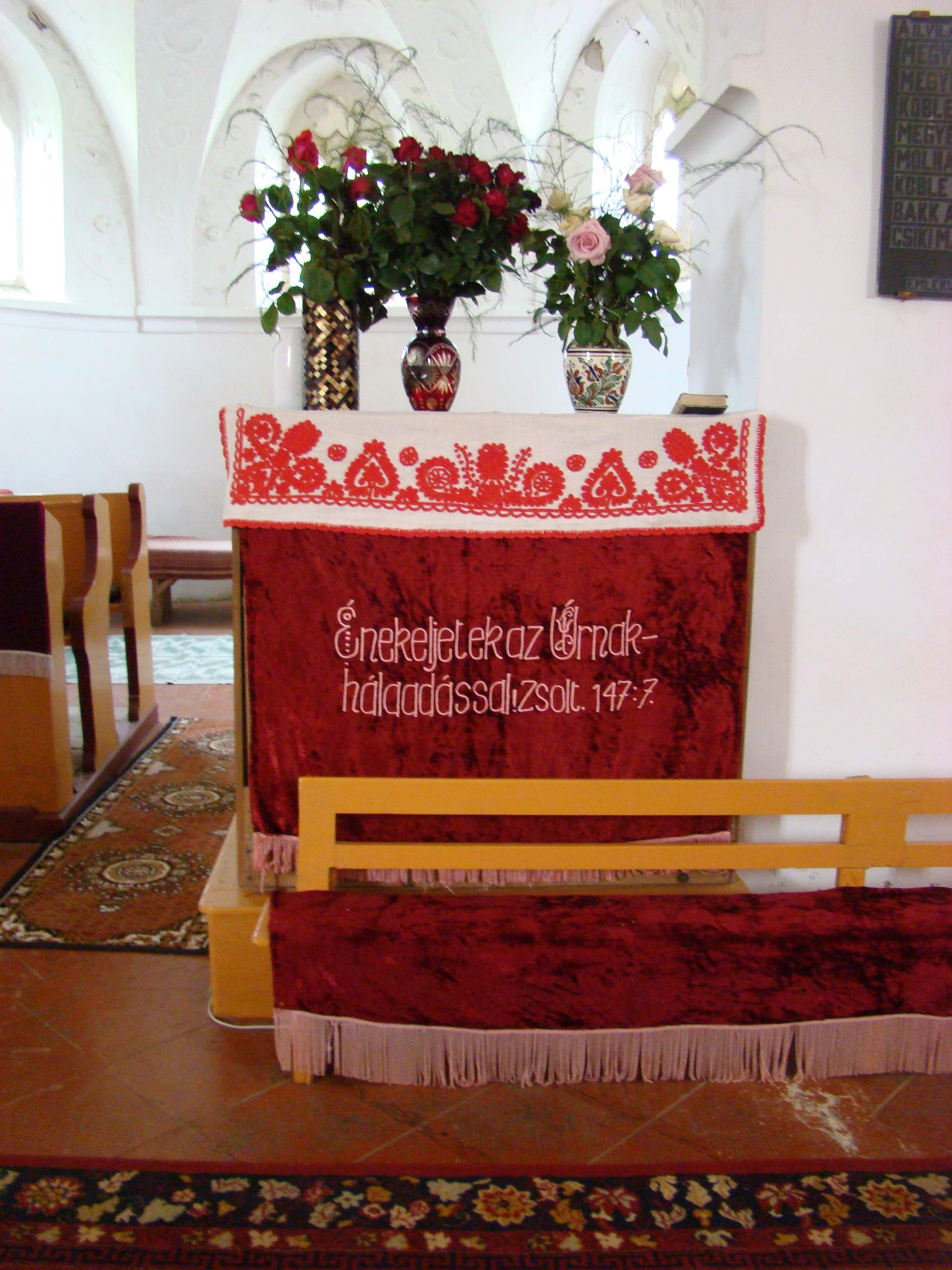
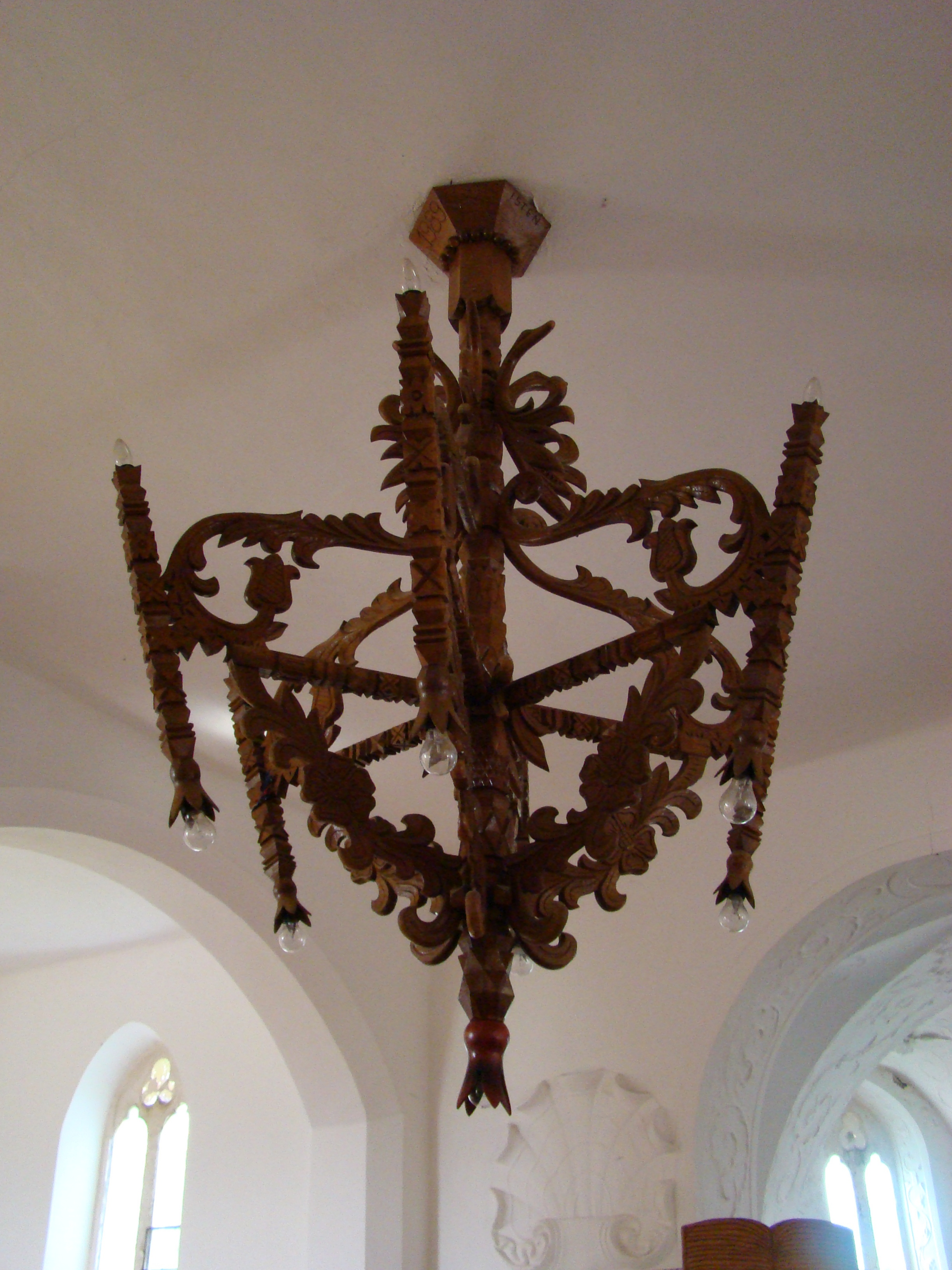
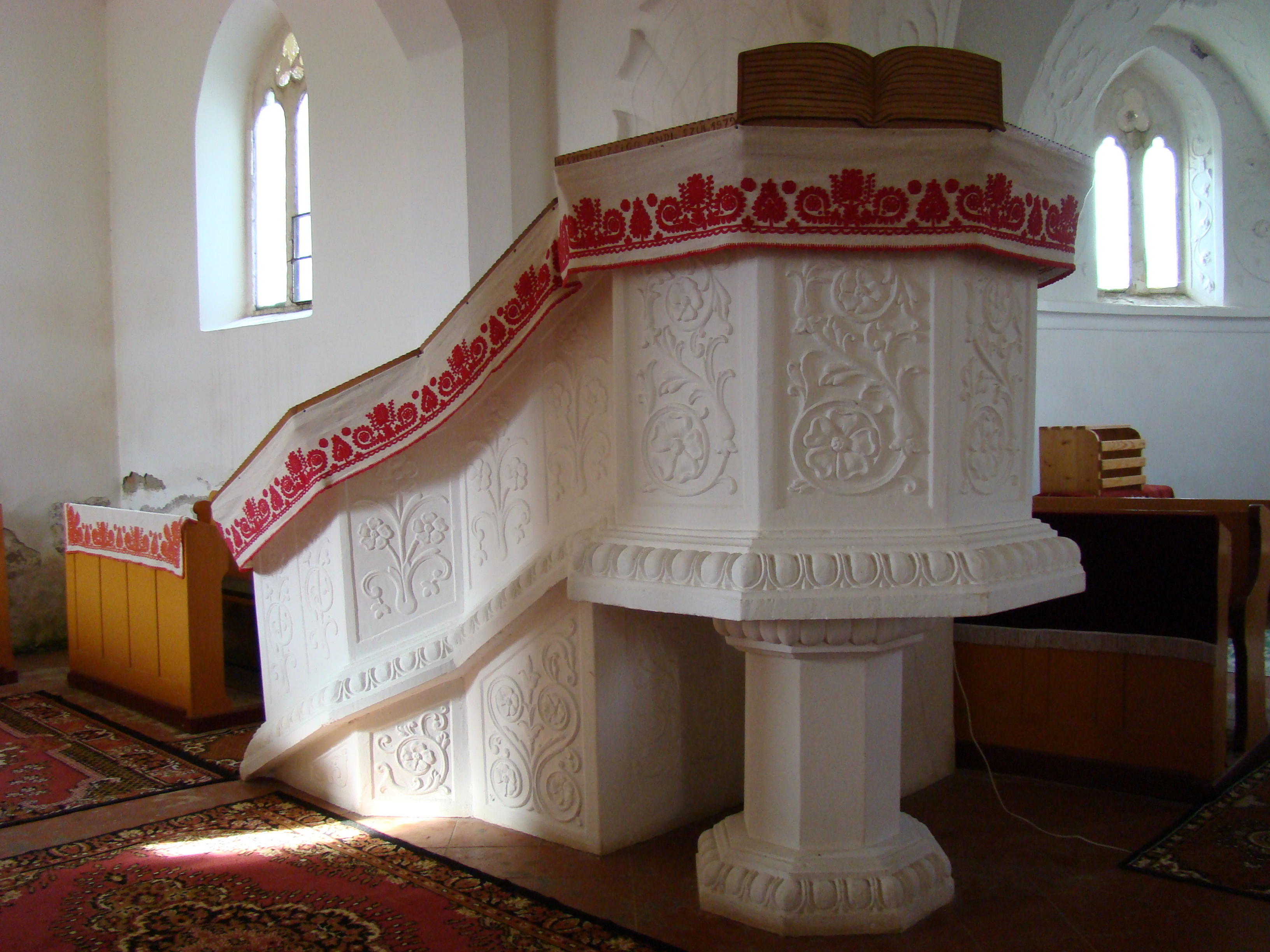
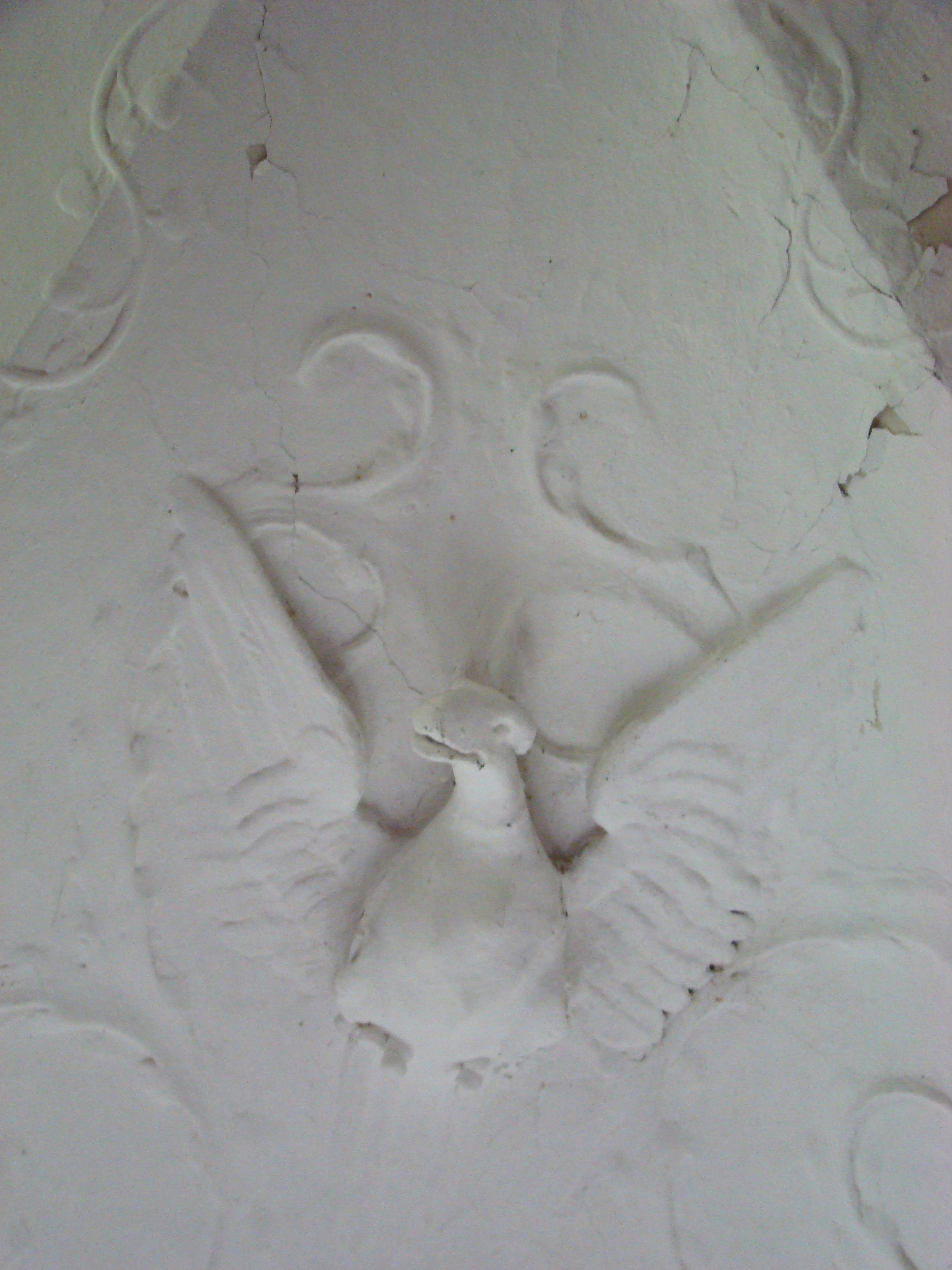
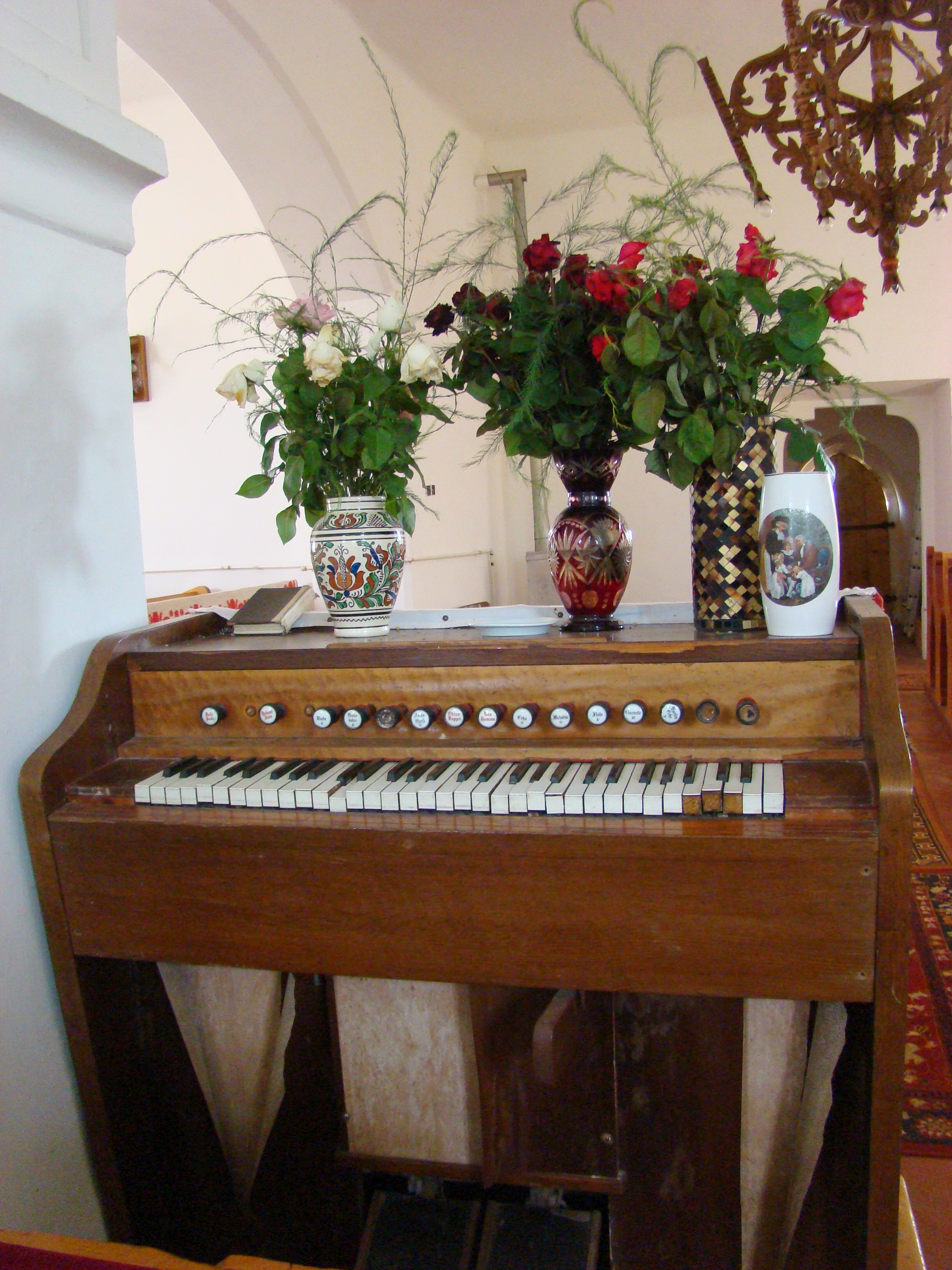
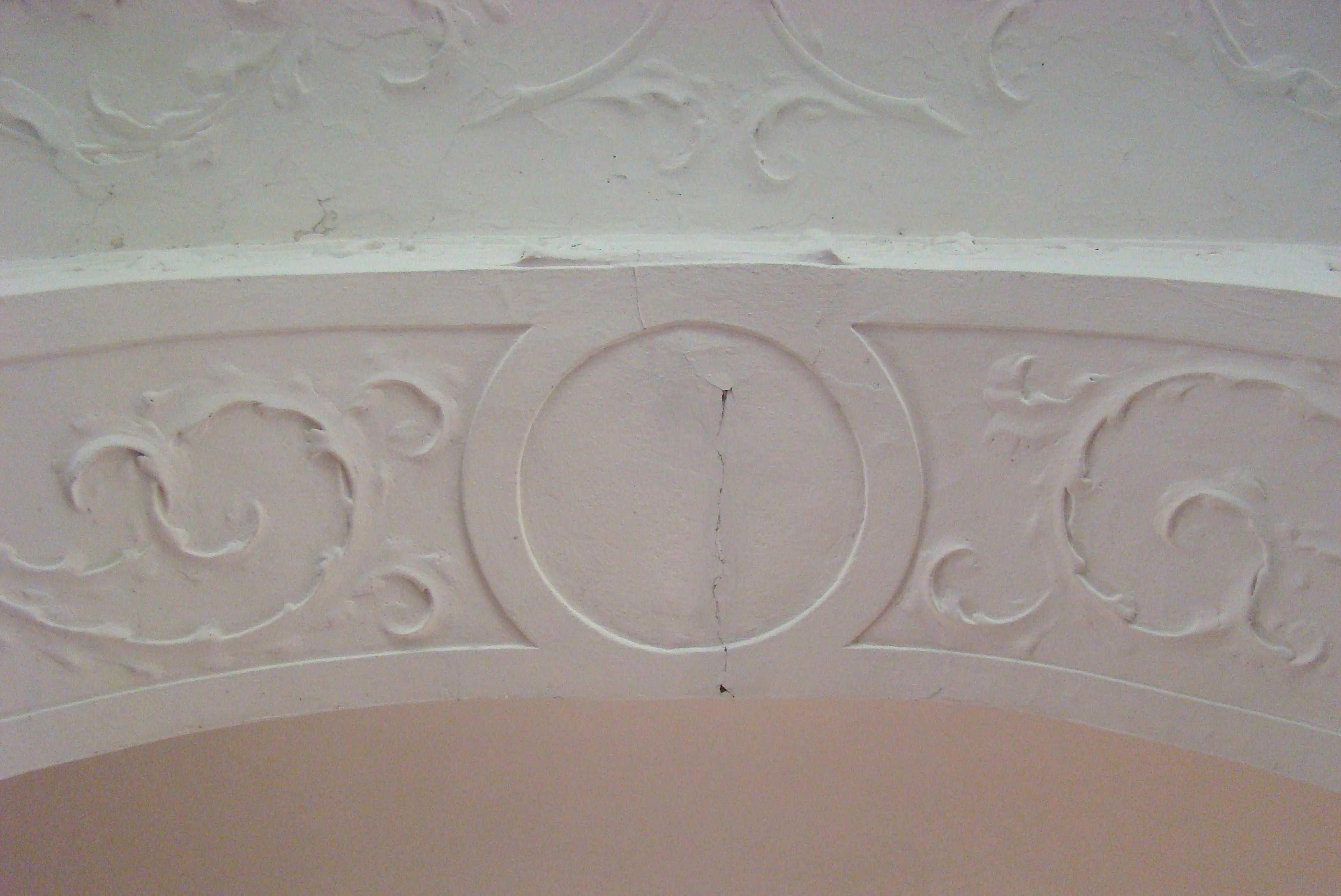
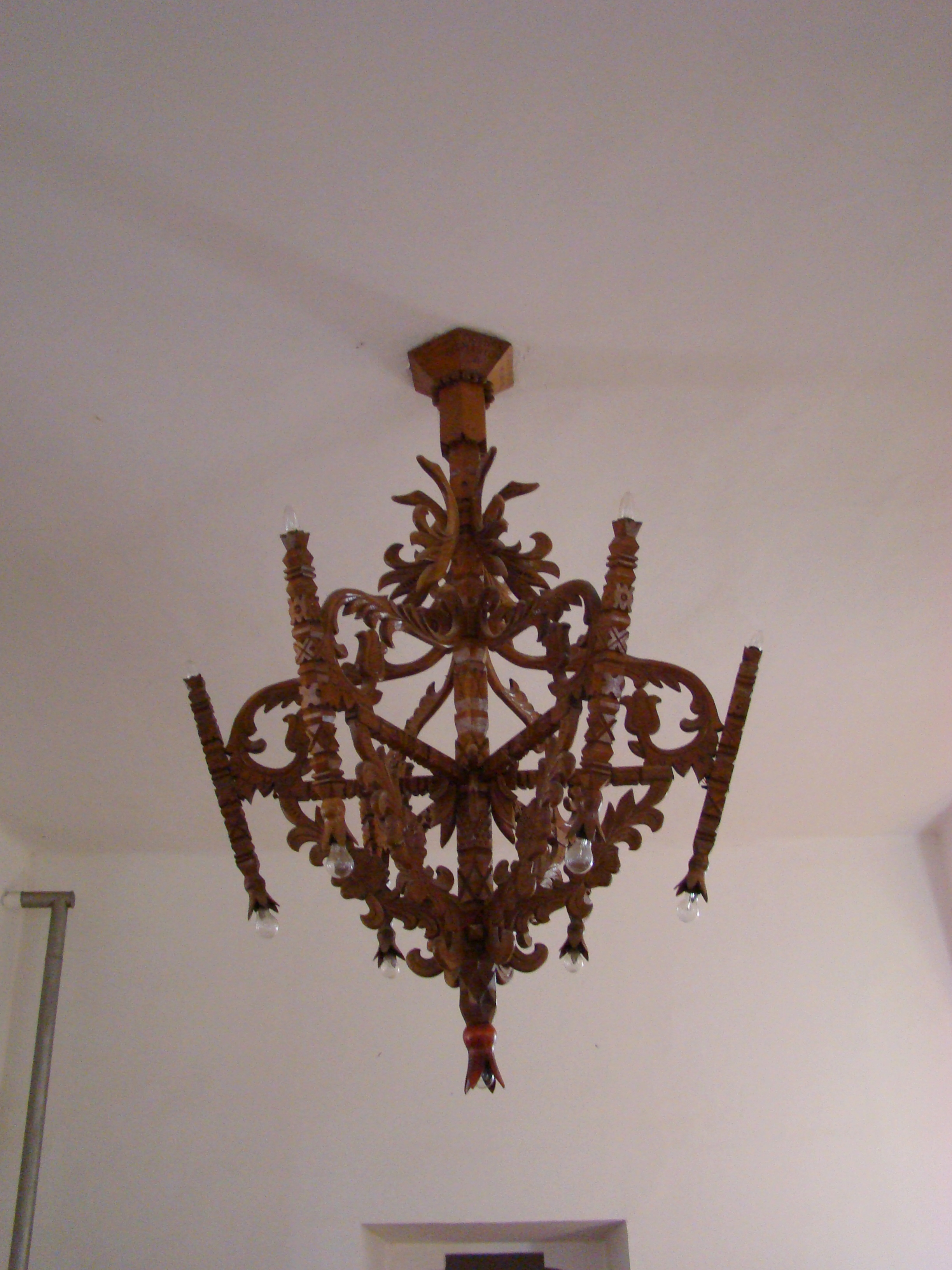
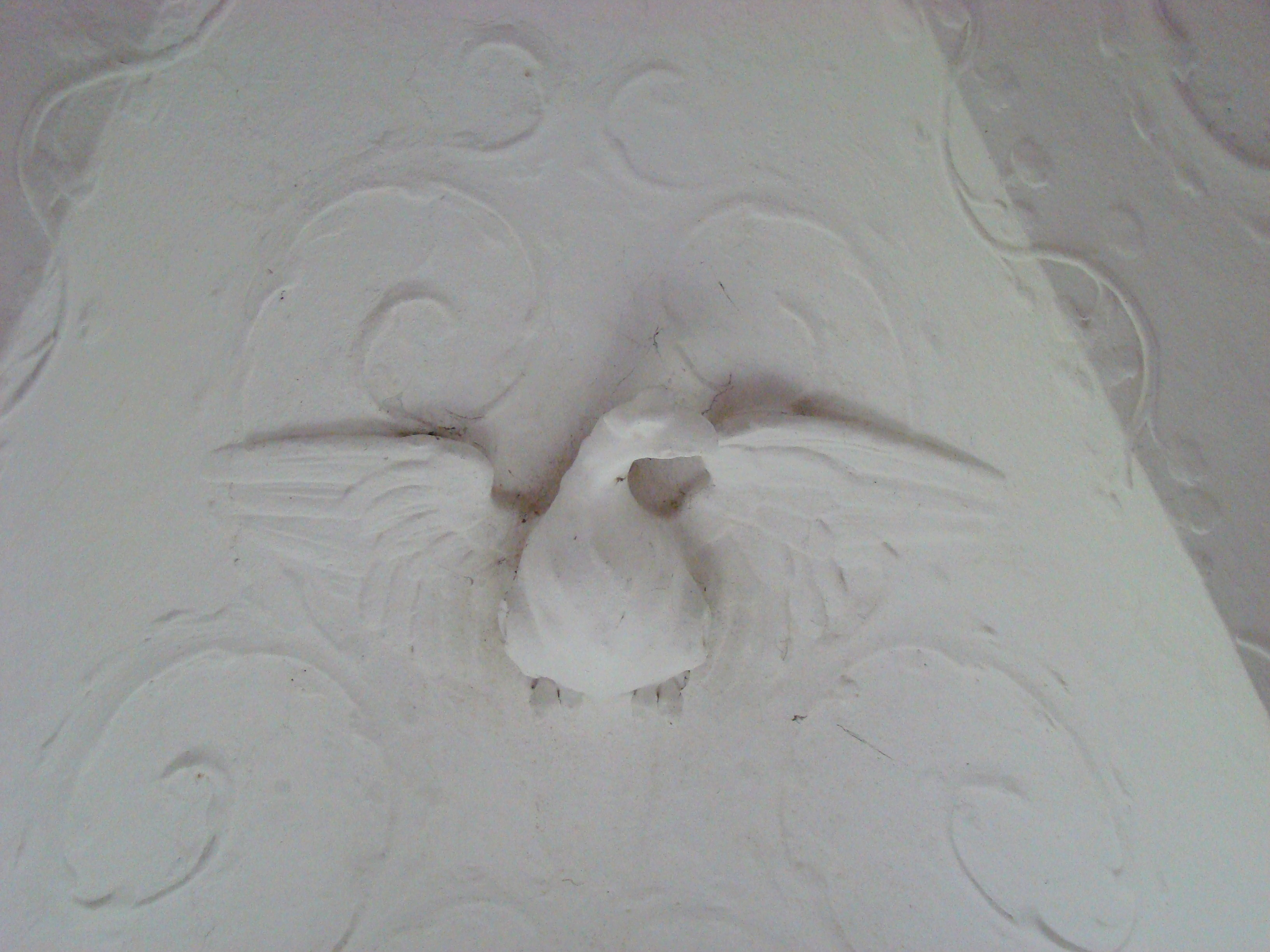
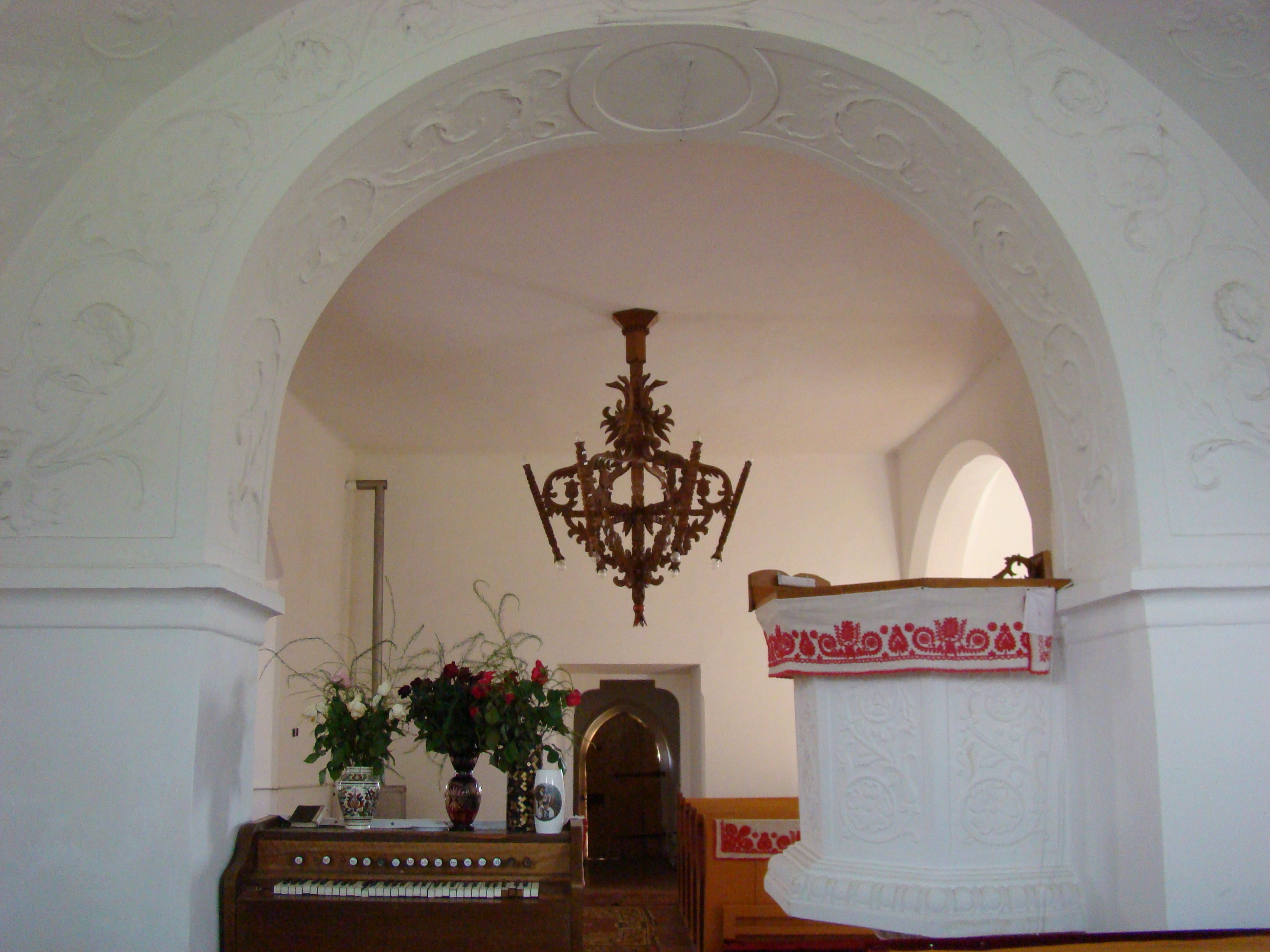
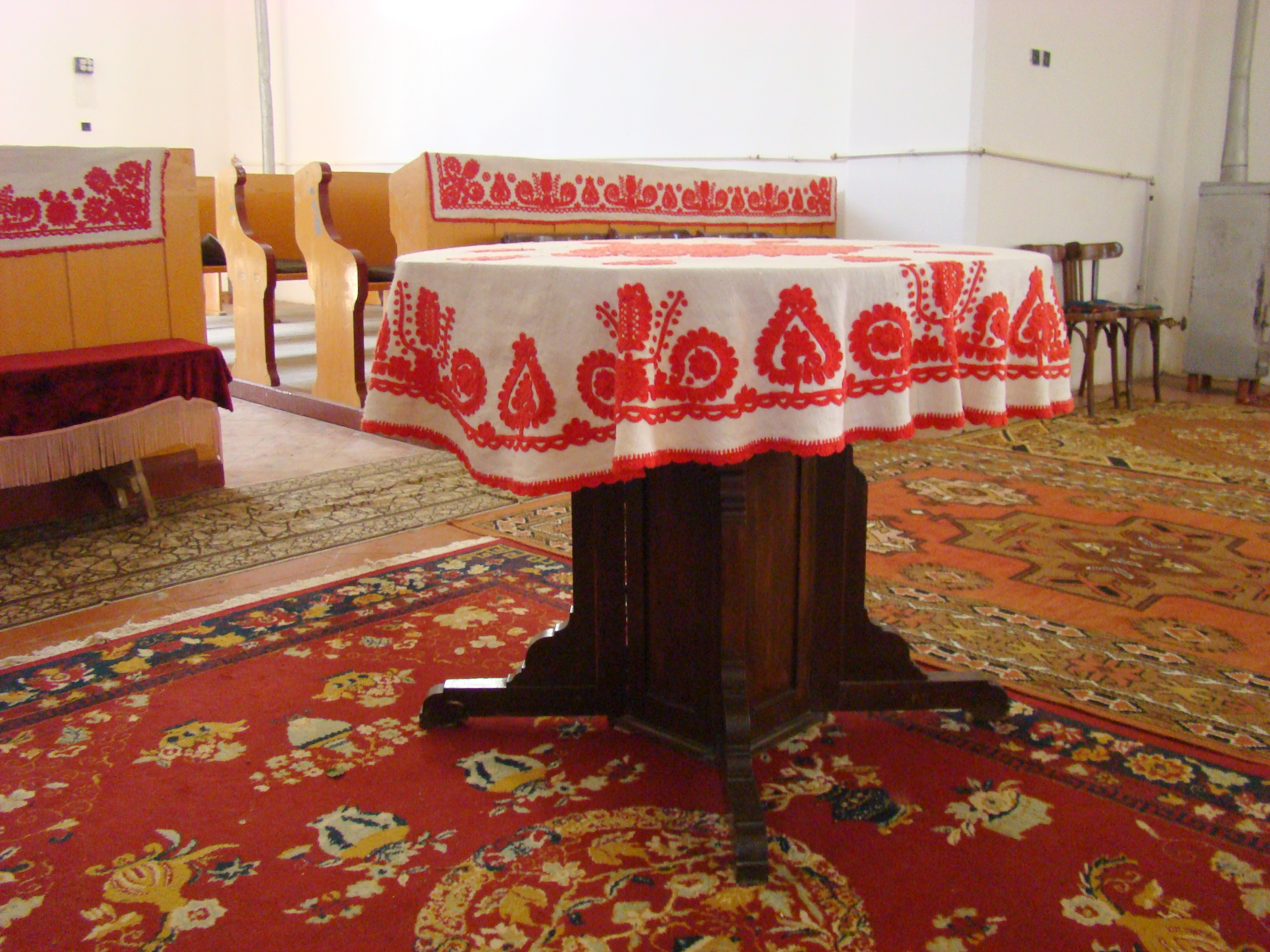
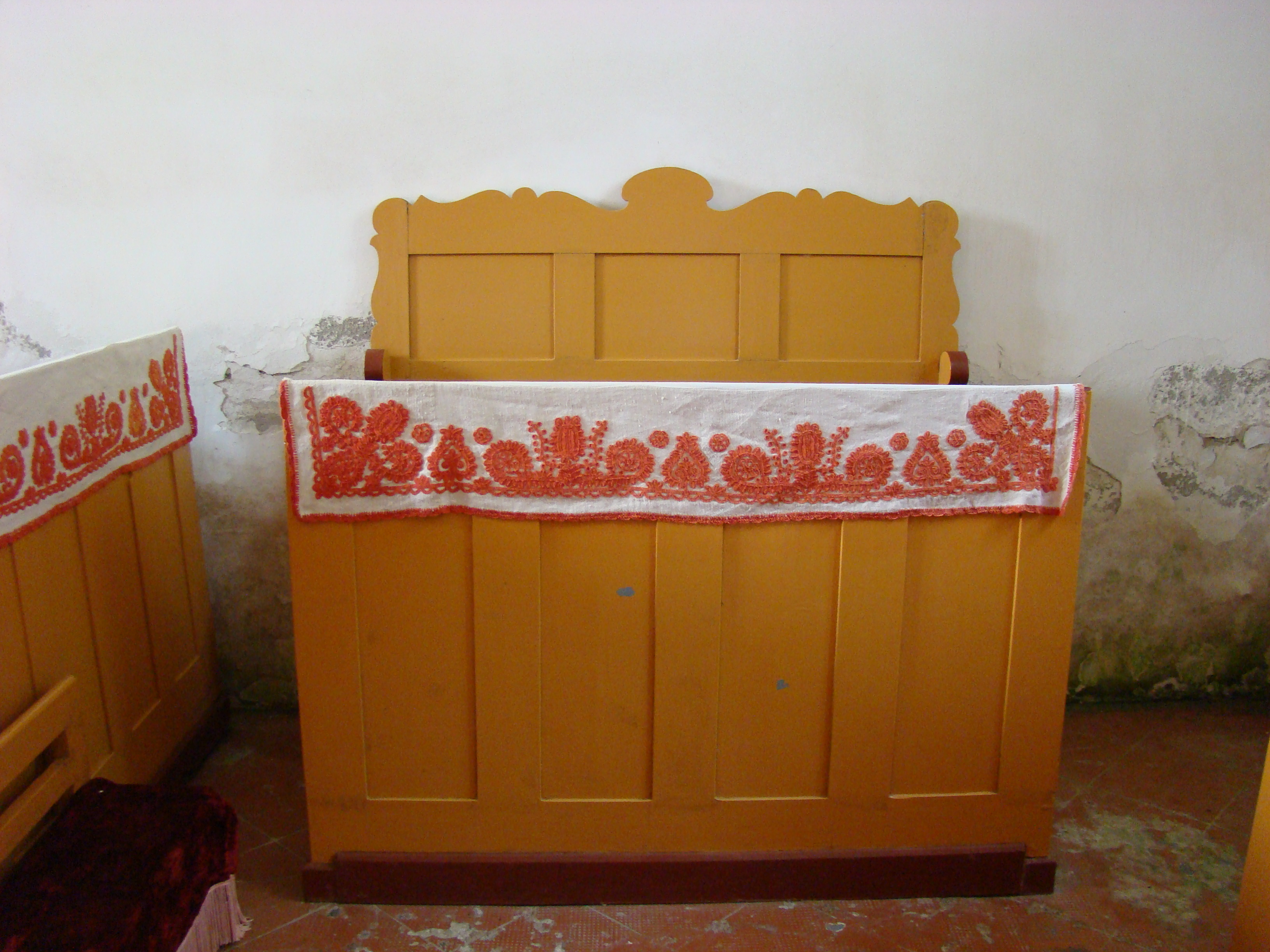
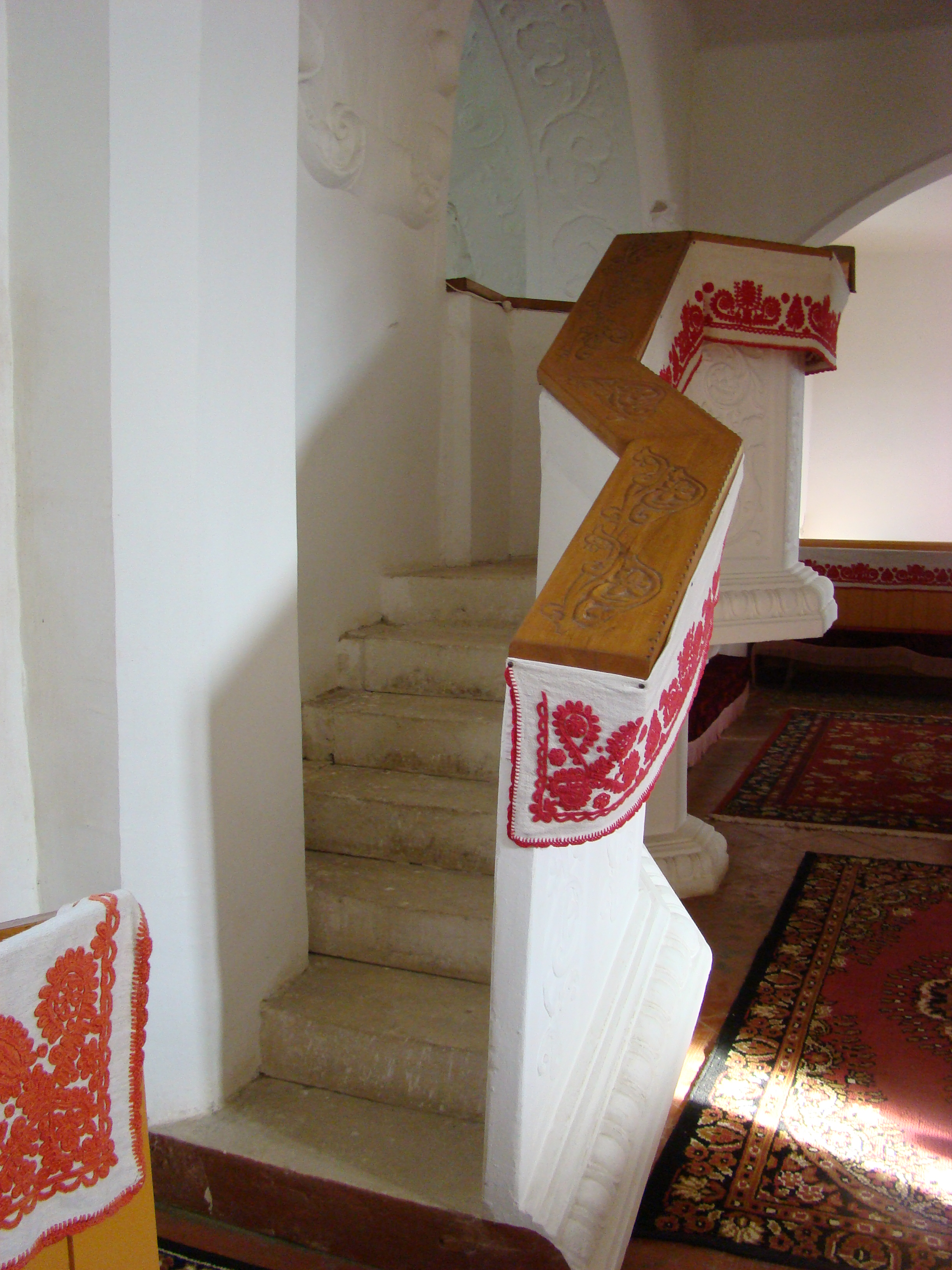
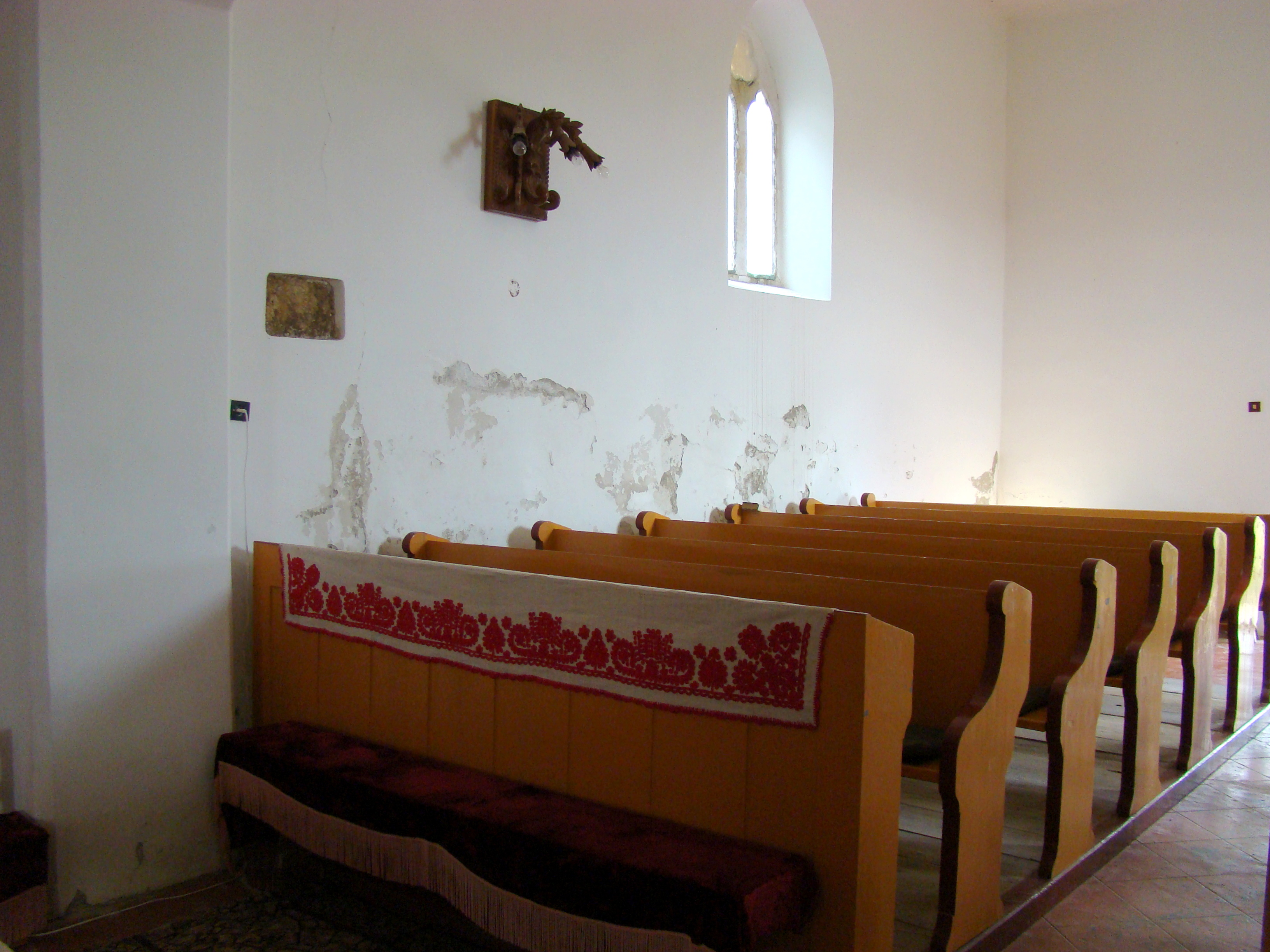
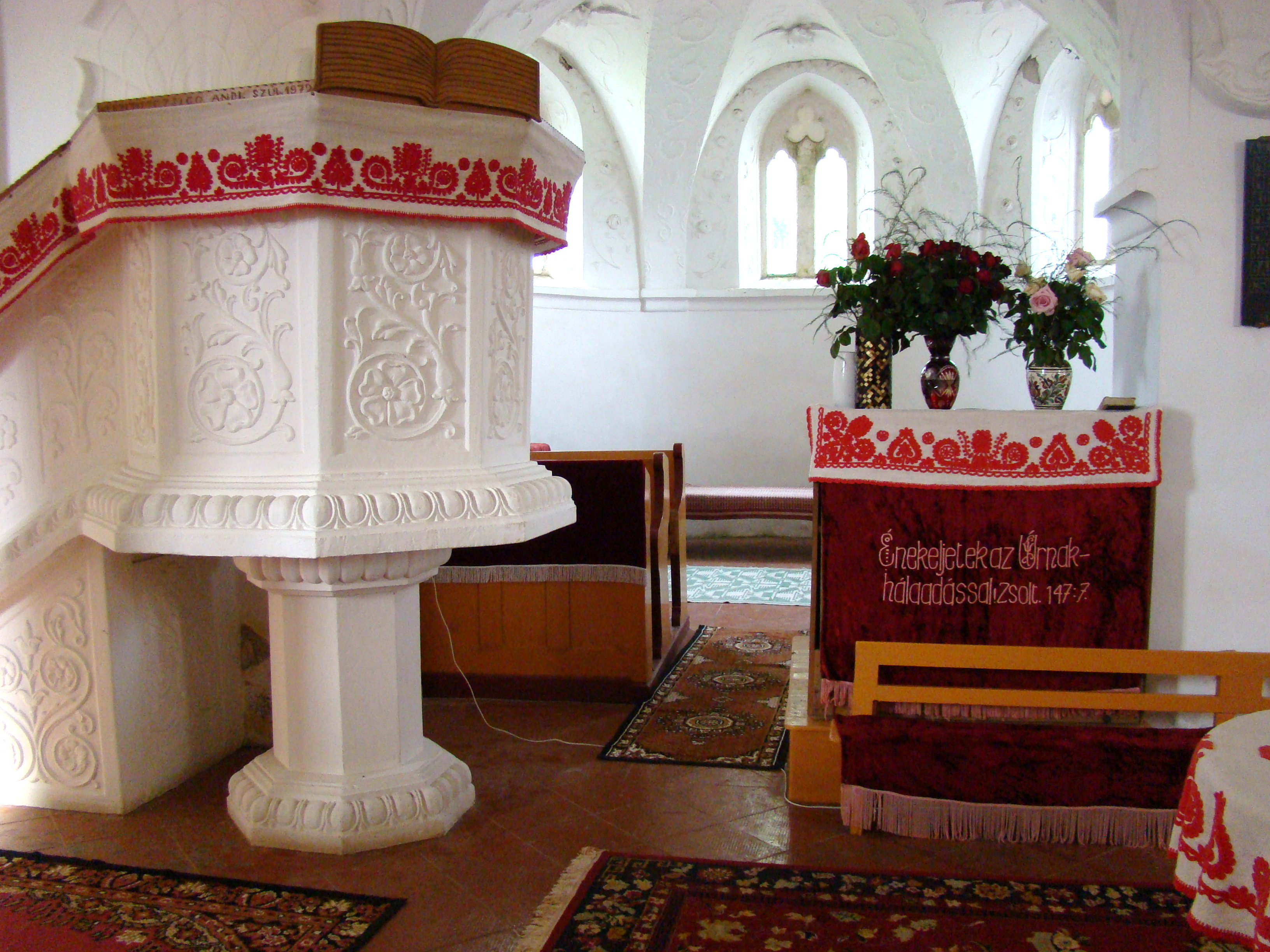
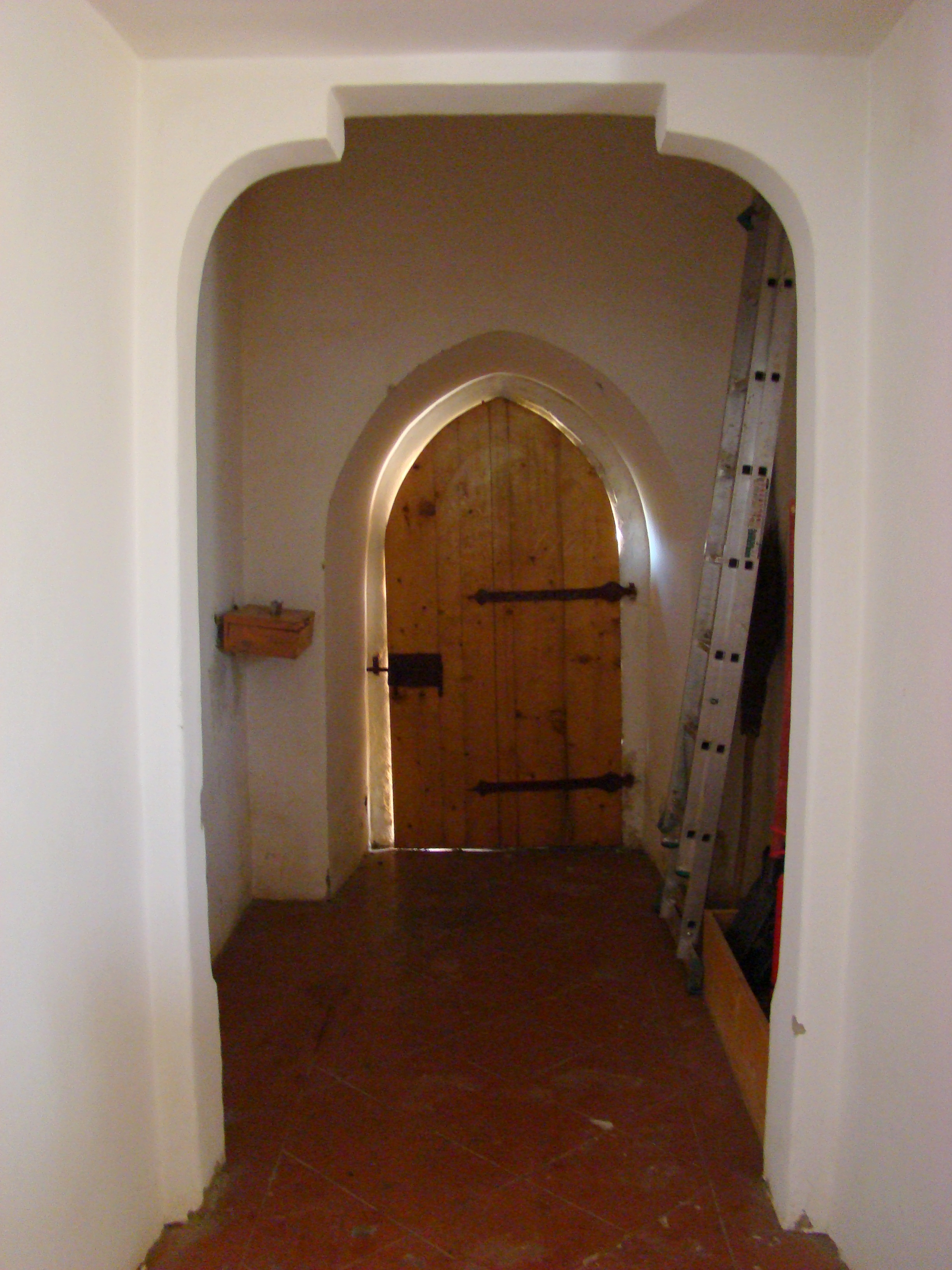
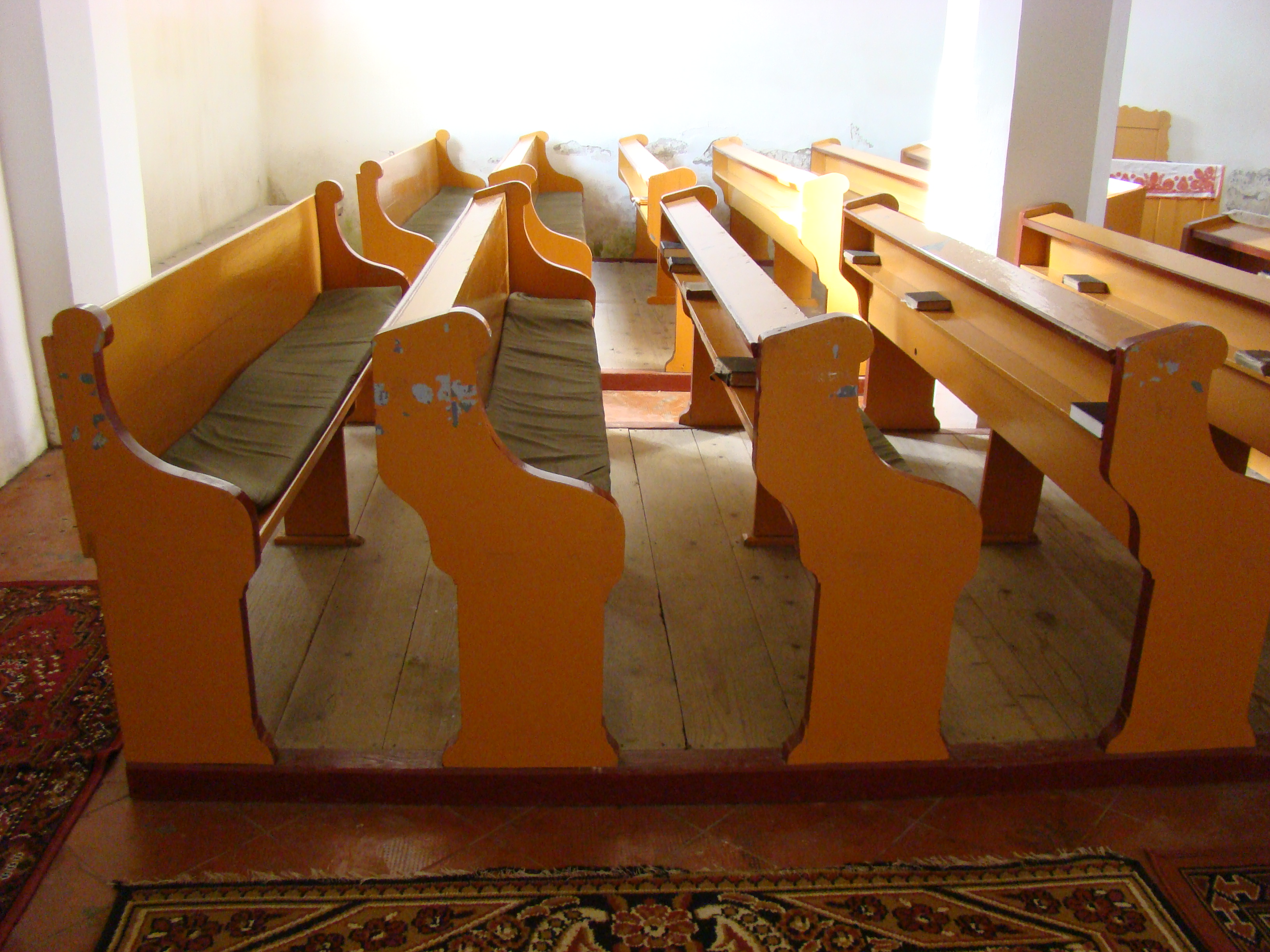
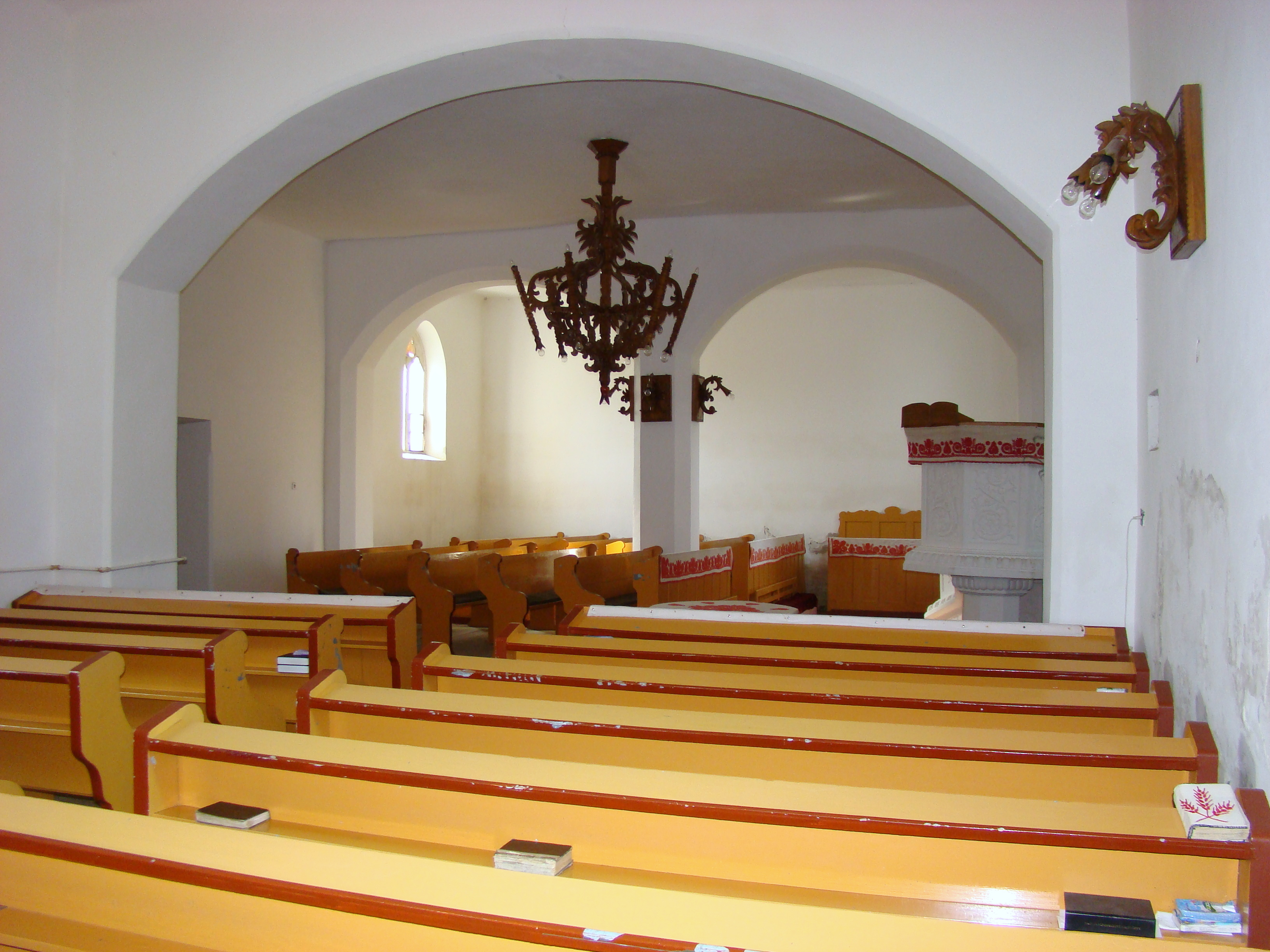
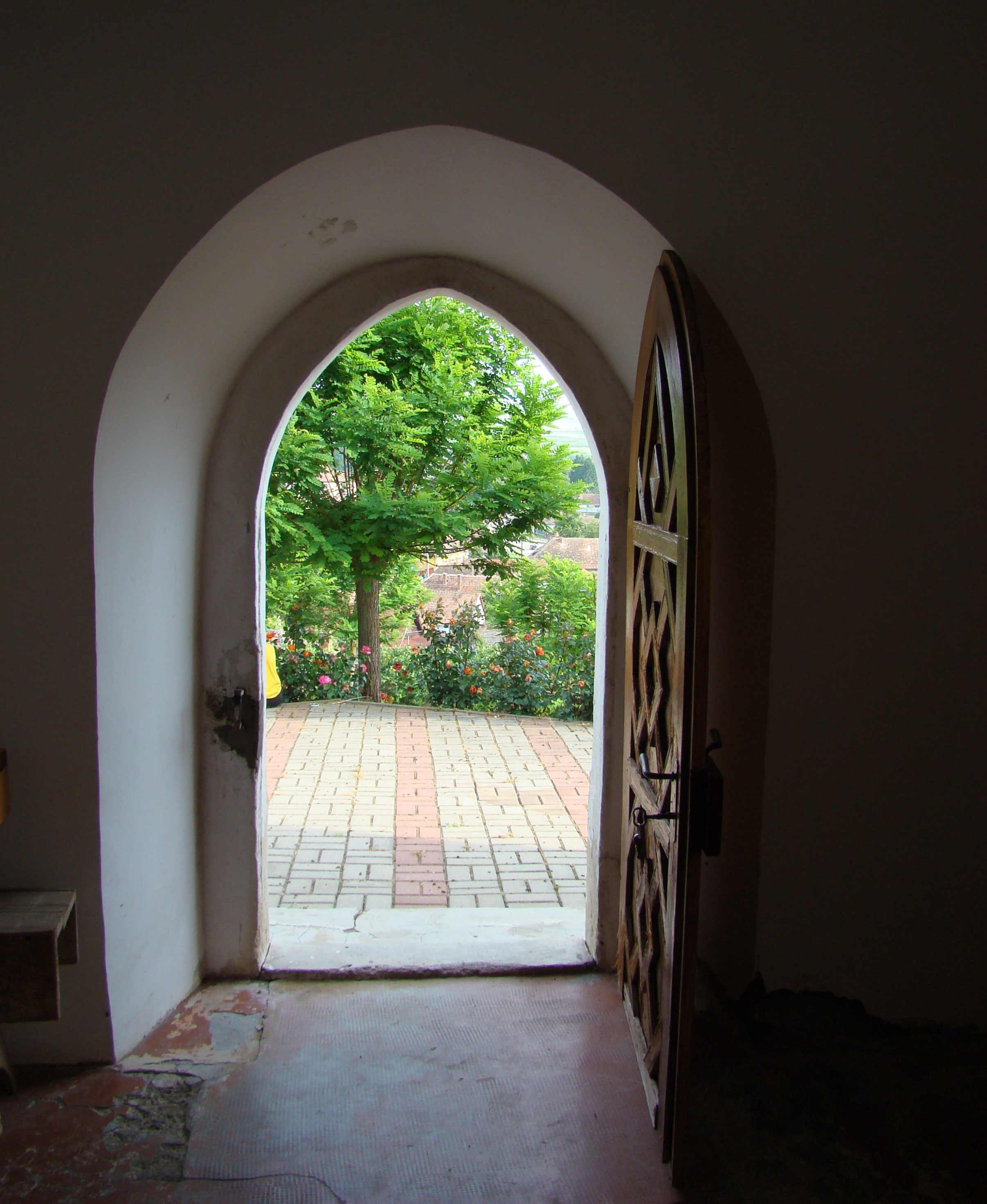

## Cripta Kemény

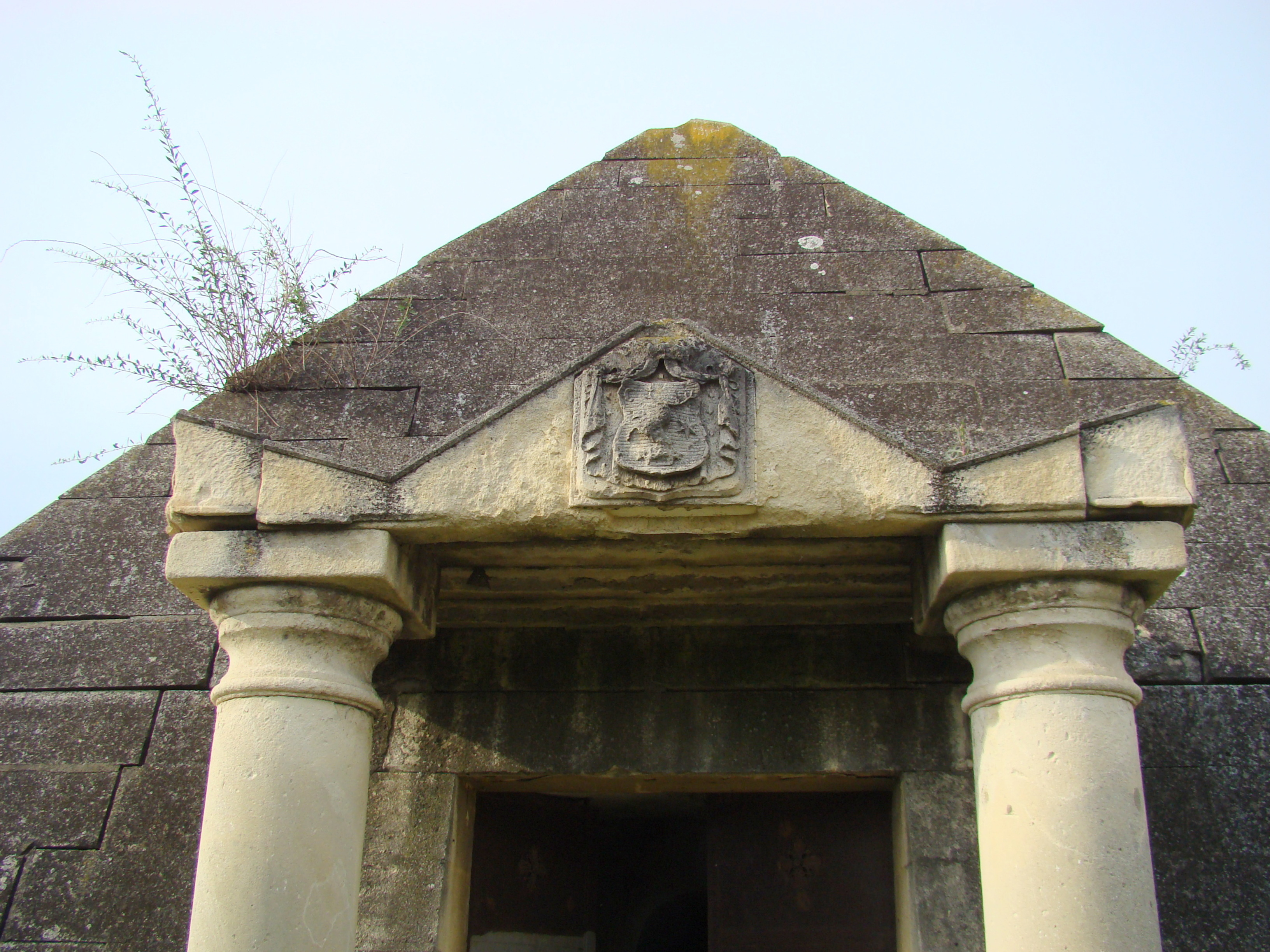
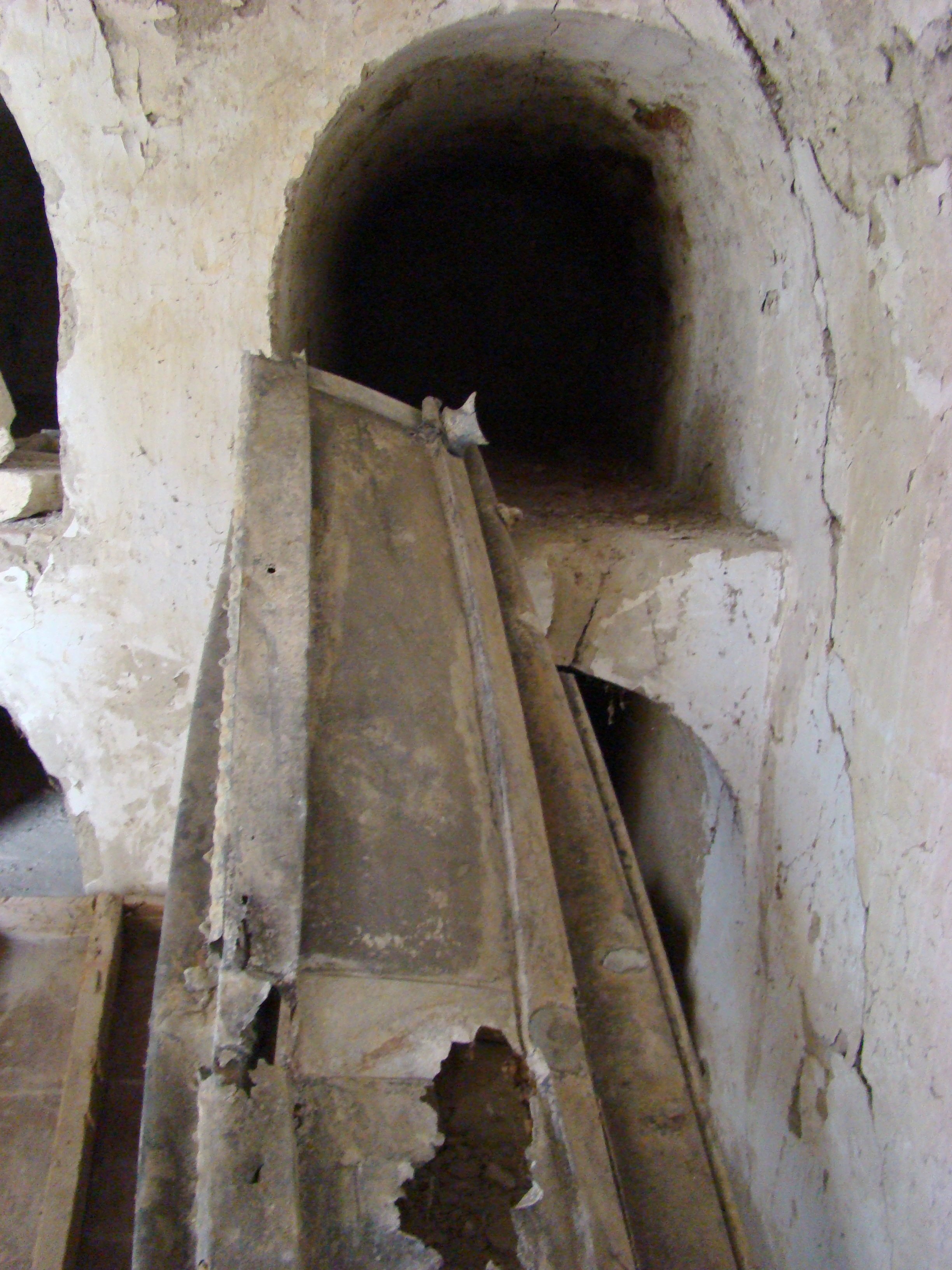
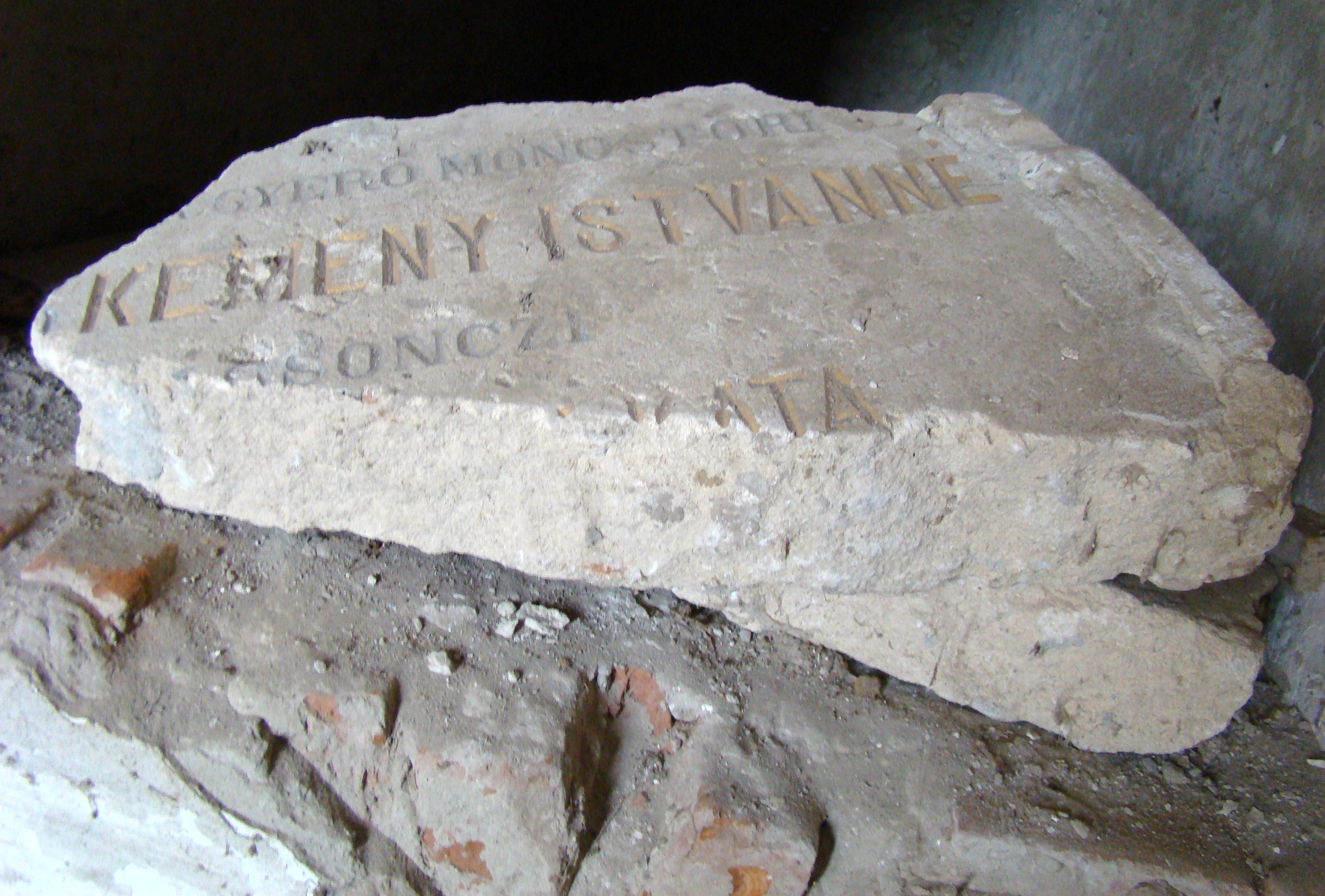
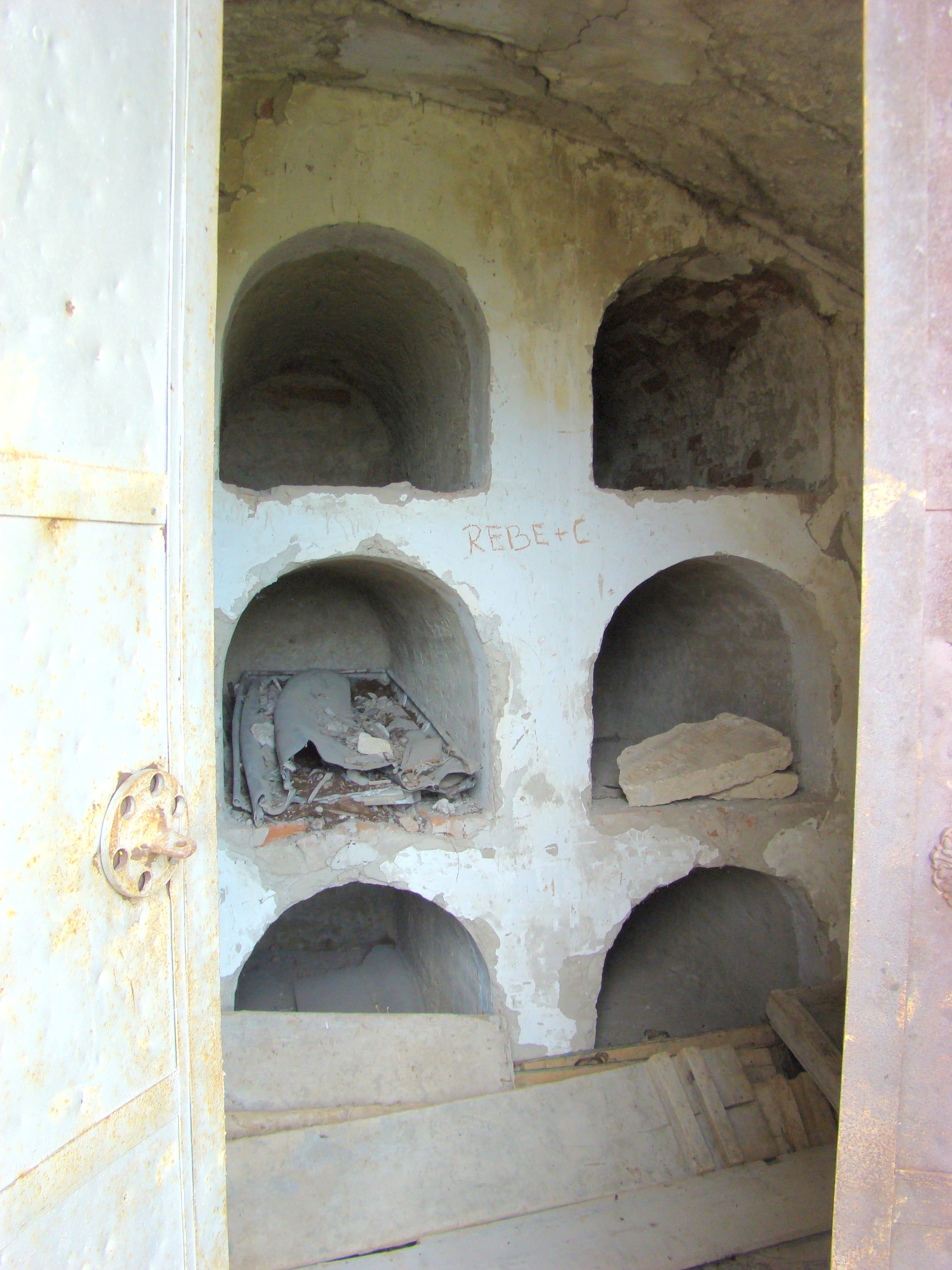
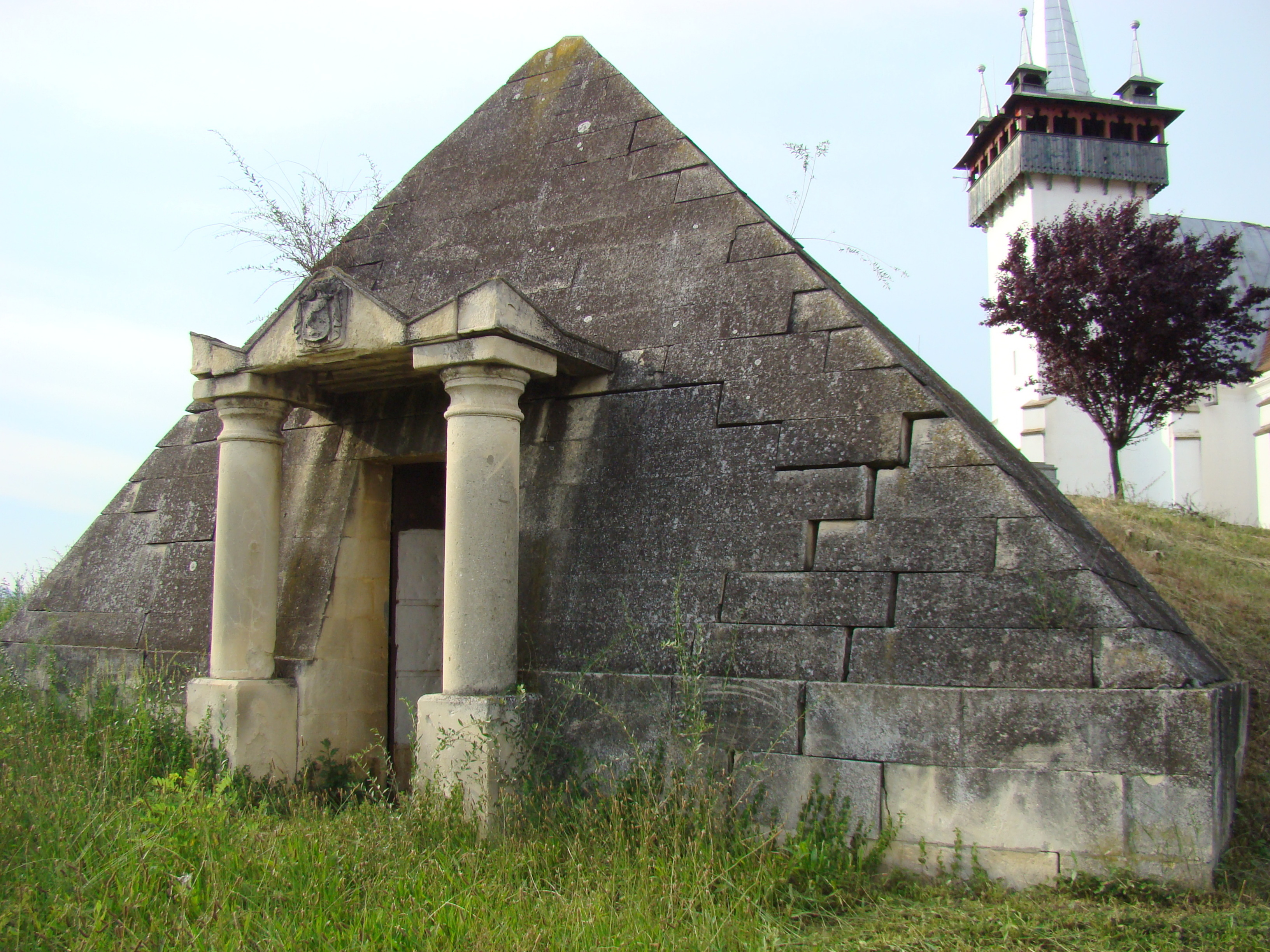
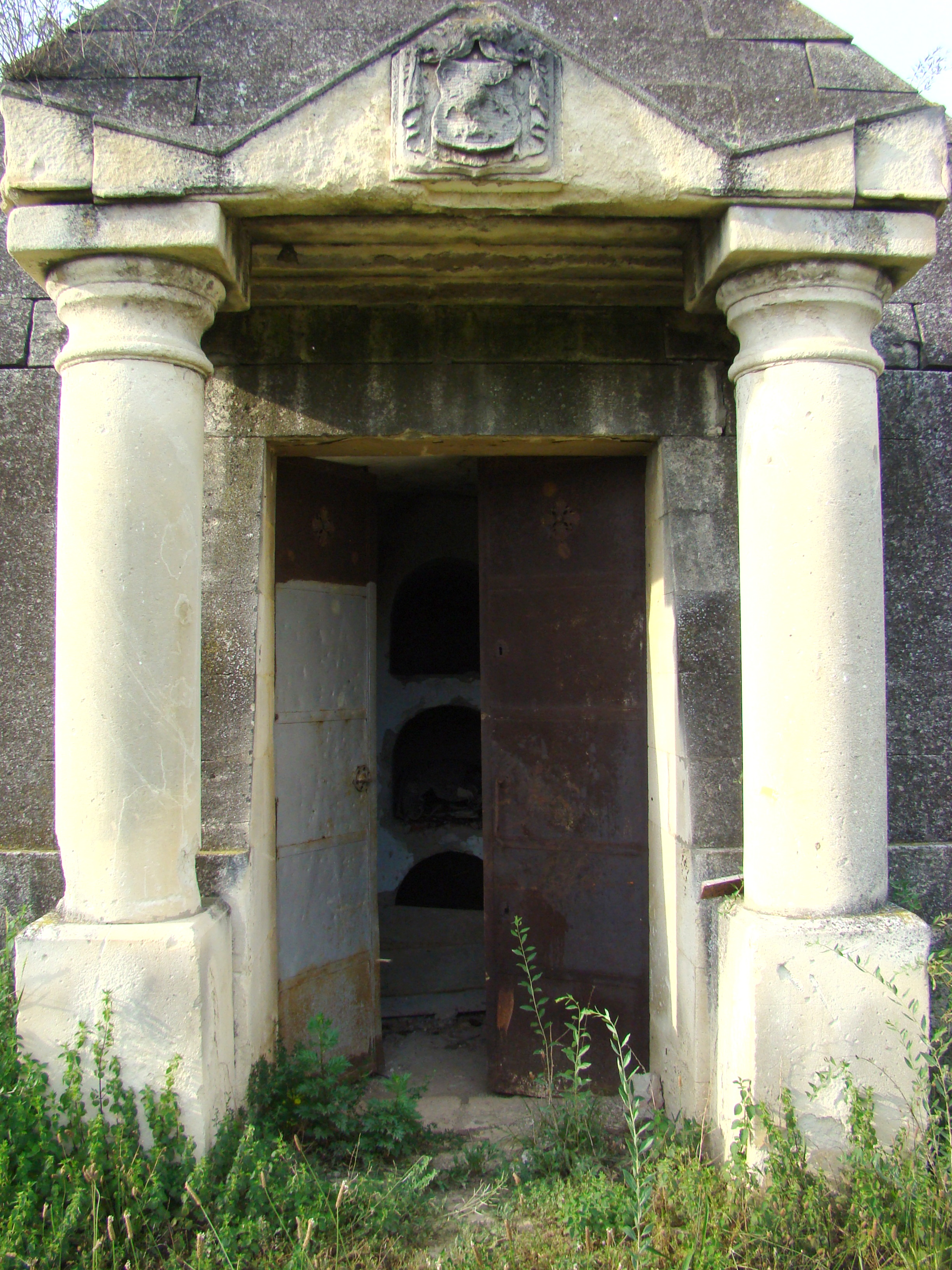
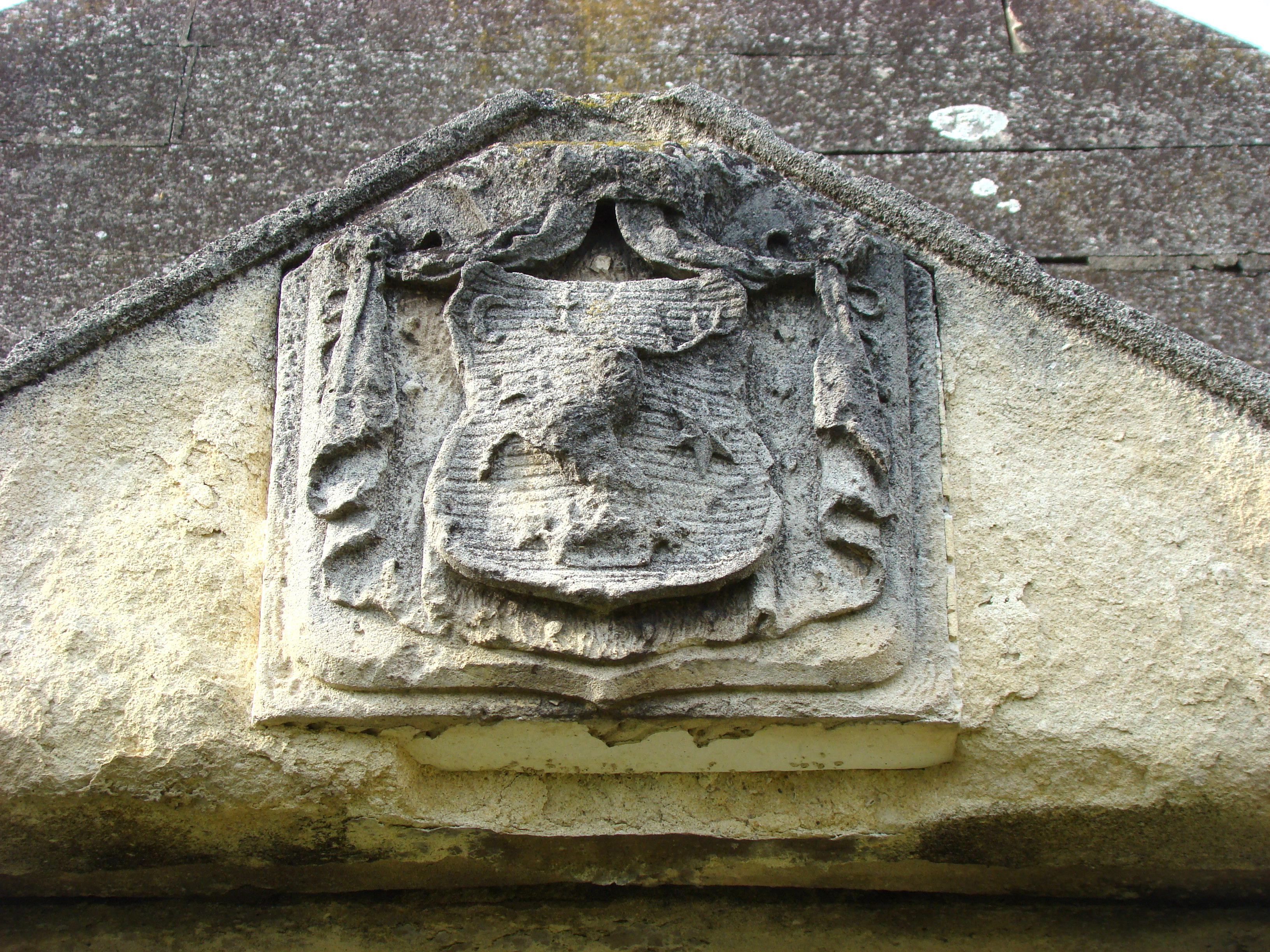
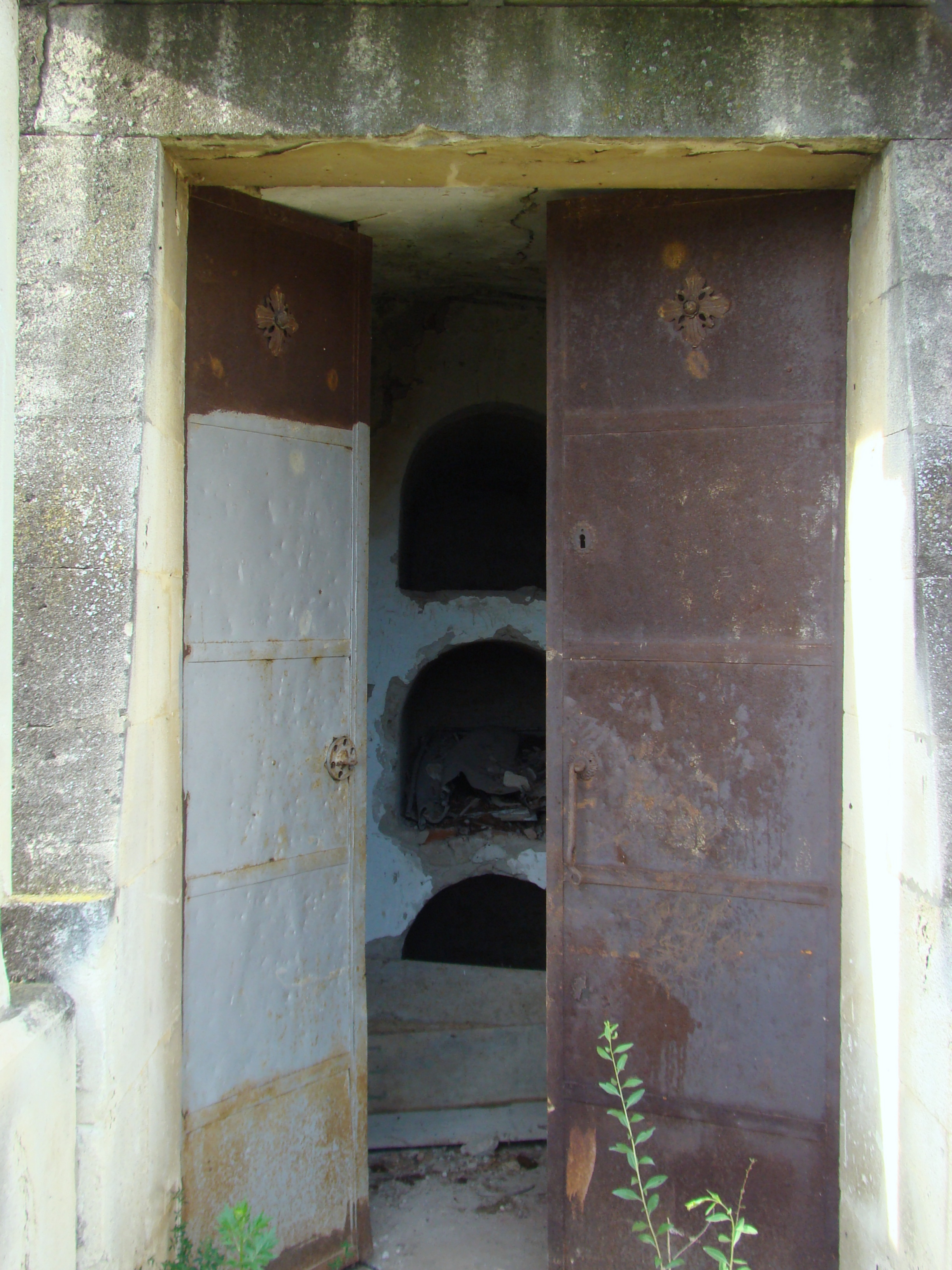
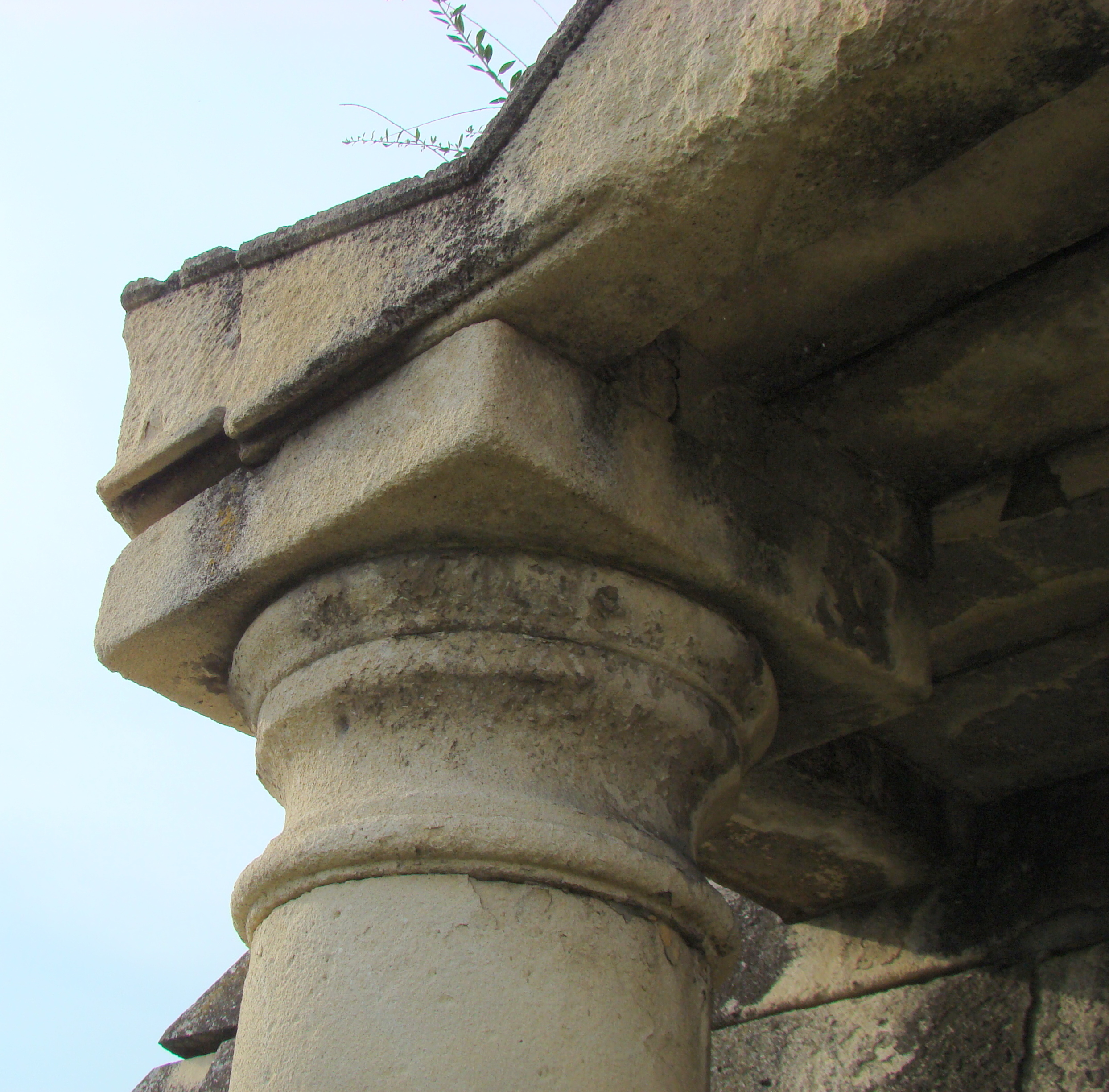
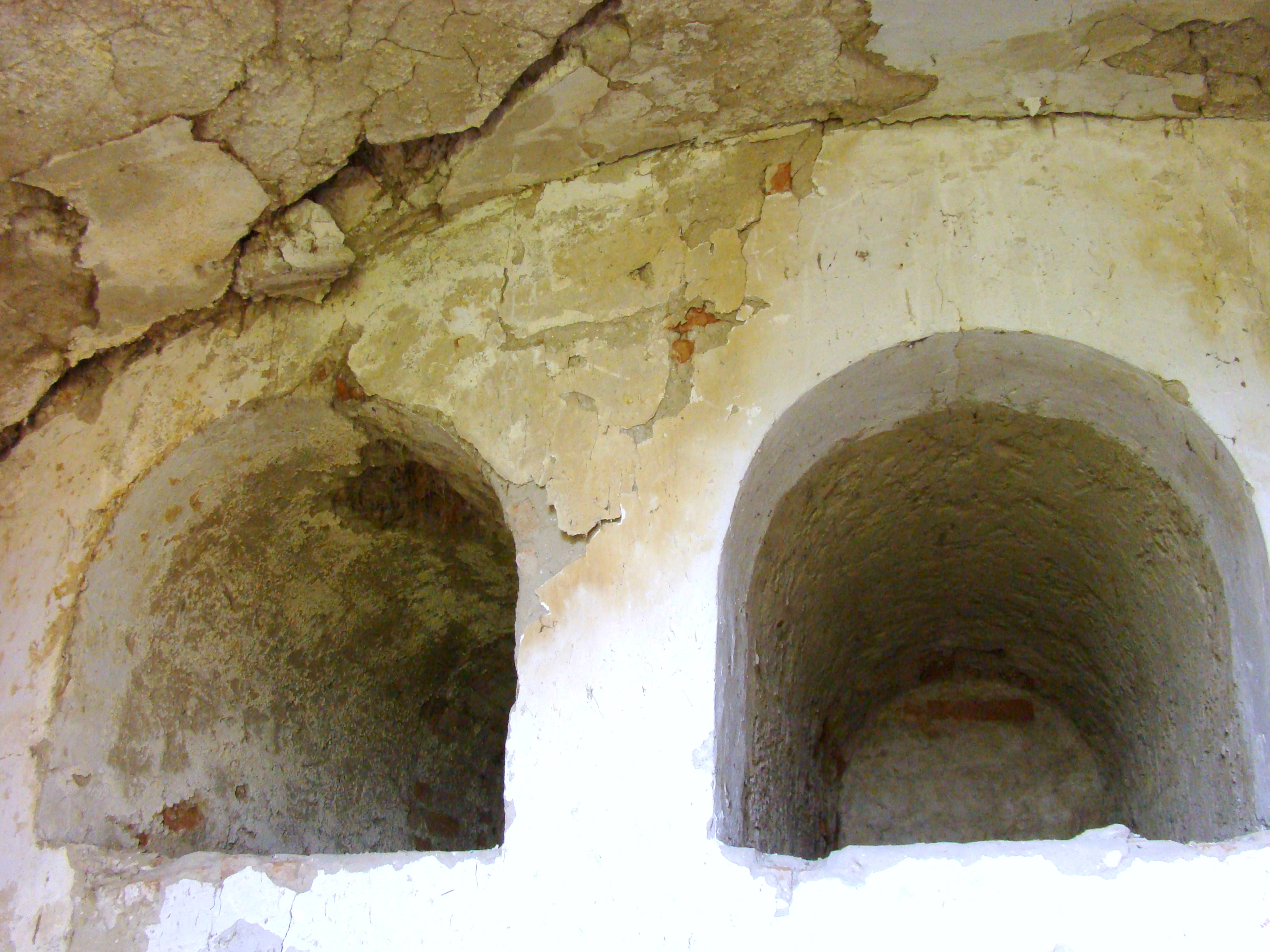
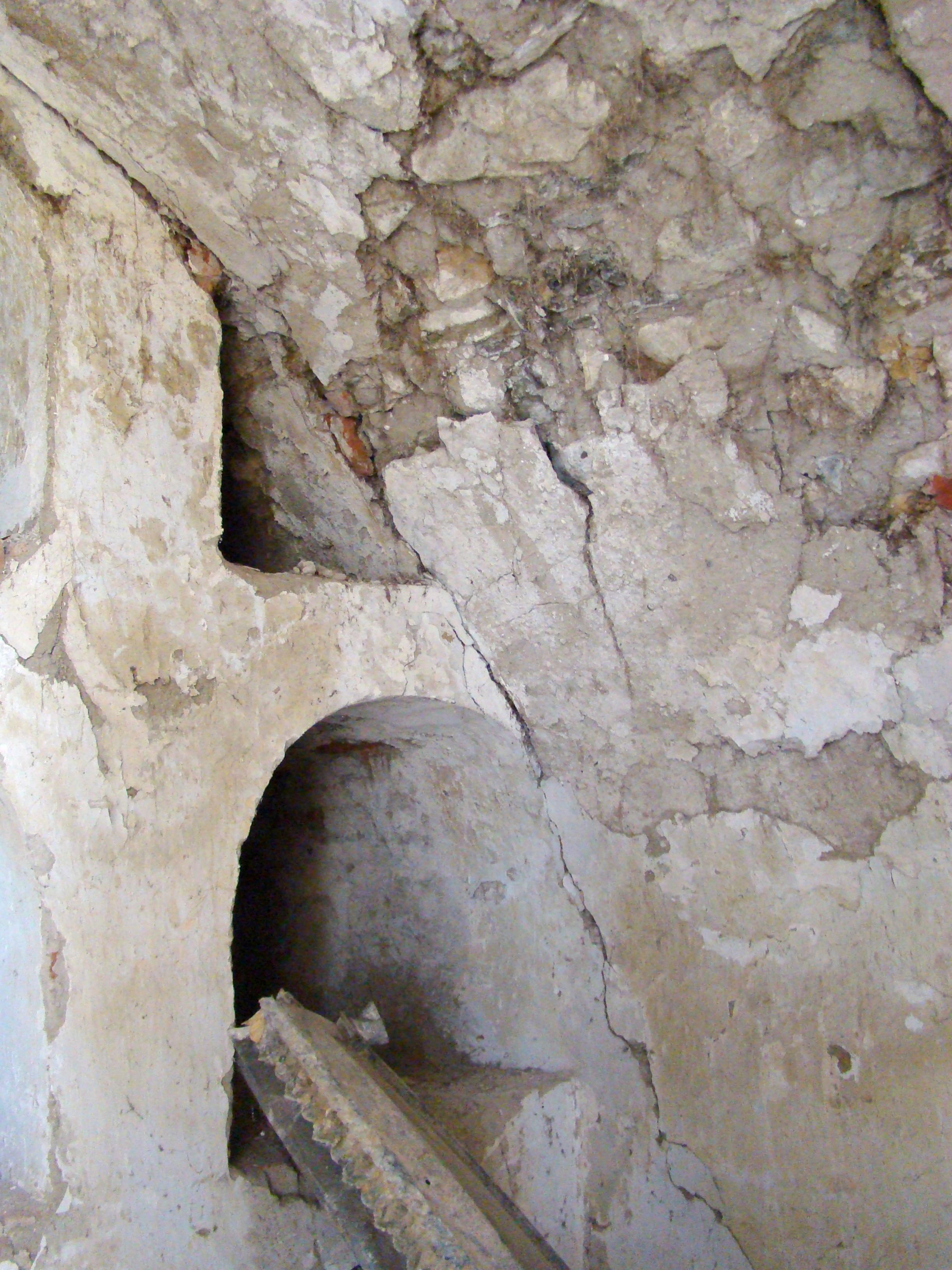
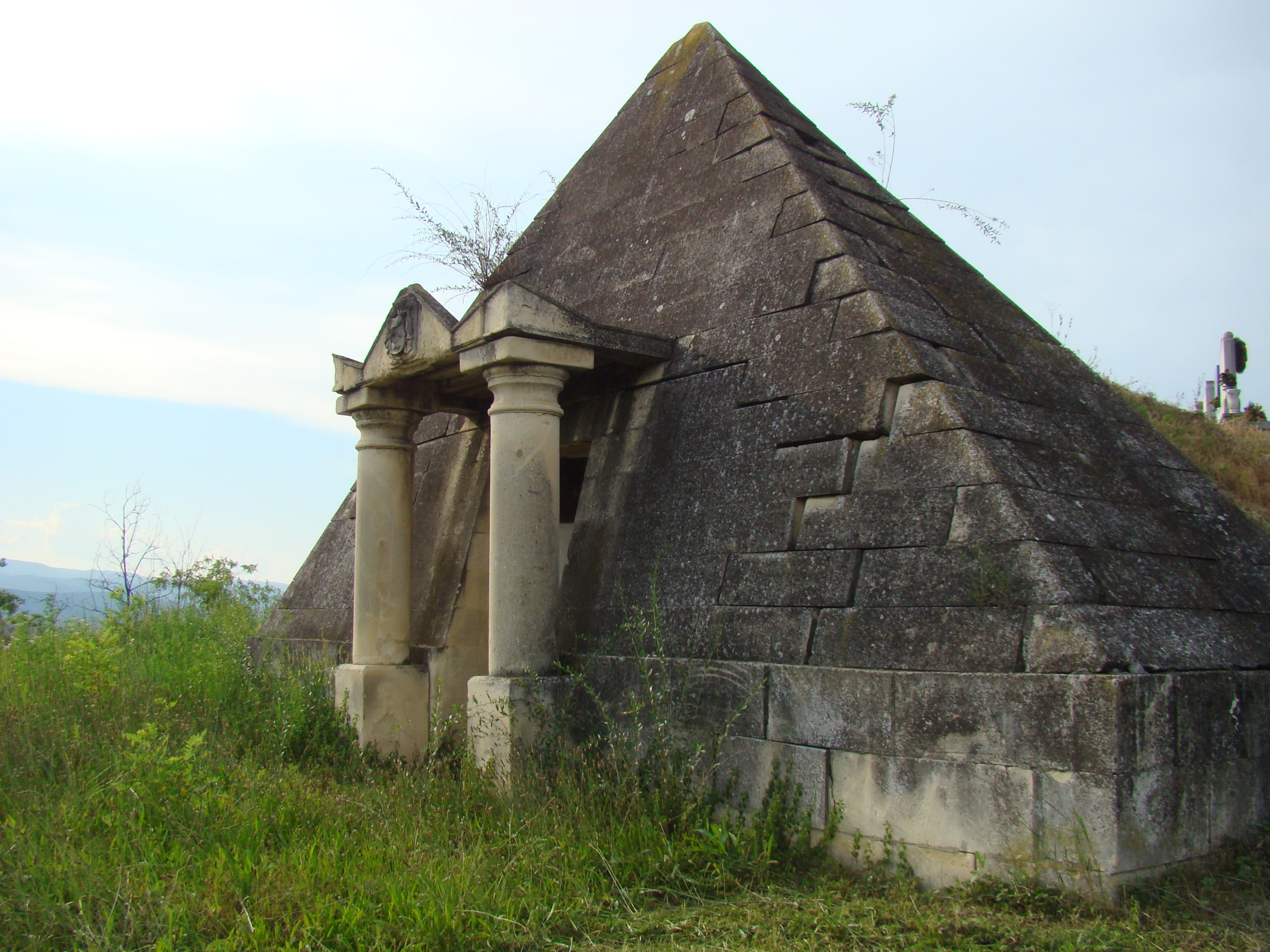

## Vezi și
- Ciumbrud, Alba